# Biserica Sfinții Voievozi din Scânteia

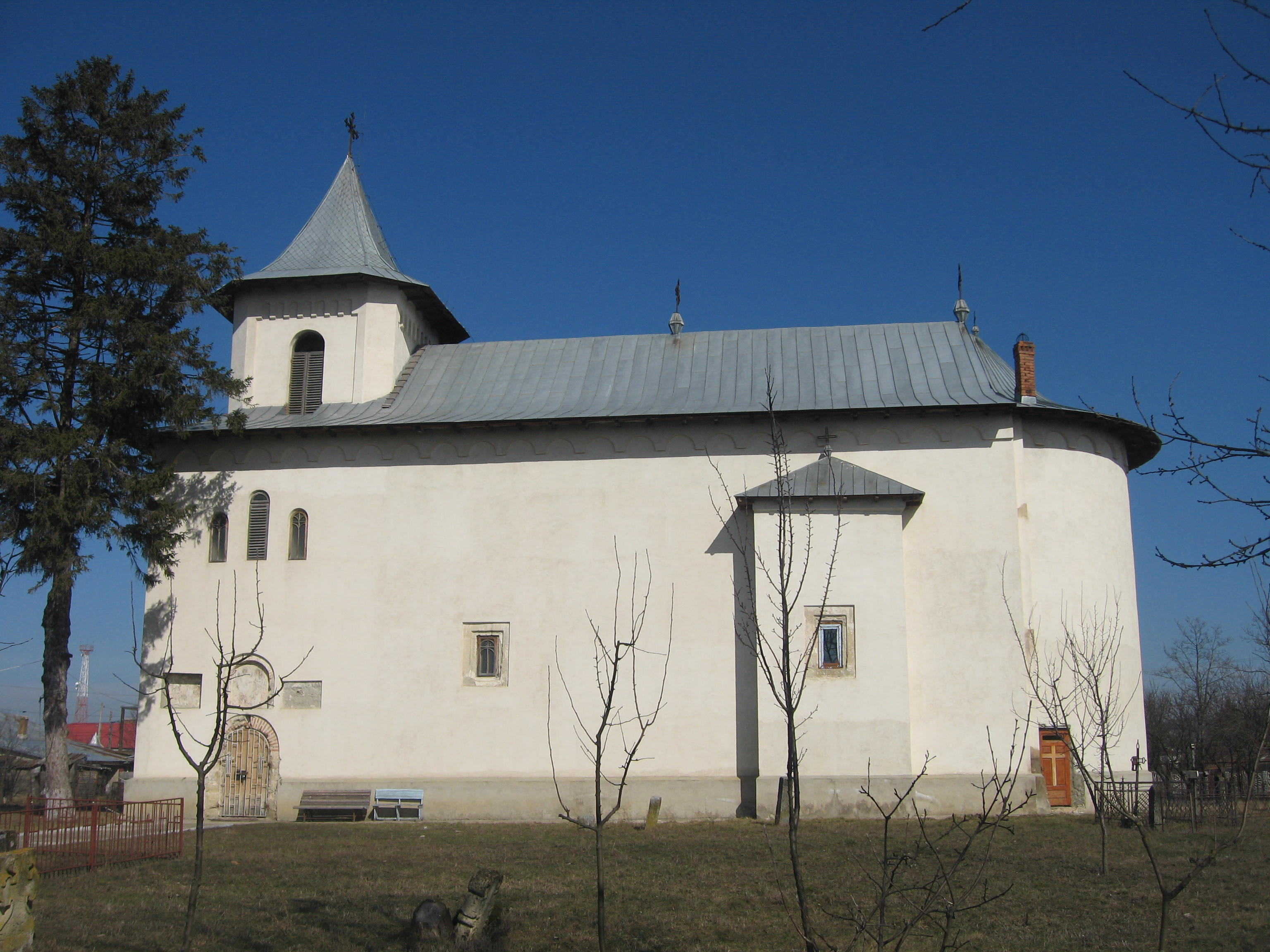
Biserica "Sf. Voievozi" din Scânteia văzută de pe latura sudică.

Biserica Sfinții Voievozi din Scânteia este un lăcaș de cult ortodox construit în satul Scânteia din comuna omonimă (aflată în județul Iași, la o distanță de aproximativ 35 km de municipiul Iași). Ea se află localizată în centrul satului. Tradiția locală o atribuie epocii lui Ștefan cel Mare.
Biserica "Sf. Voievozi" din Scânteia a fost inclusă pe Lista monumentelor istorice din județul Iași din anul 2015, având codul de clasificare cod LMI IS-II-m-B-04240. 

## Istoric

### Atribuire ctitoricească
Satul Scânteia este o așezare veche din fostul Ținut al Vasluiului. Printr-un uric din 31 martie 1423, domnitorul Alexandru cel Bun al Moldovei (1400-1432) a întărit drepturile lui Moise Filozoful, mare dregător în divanul țării, asupra moșiei și satelor sale din Țara de Jos a Moldovei, la izvoarele Rebricei, pe "hotarele ce le-a stăpânit din veac".  Acest act confirmă existența așezării înainte de elaborarea documentului voievodal. Localitatea a fost cunoscută inițial sub denumirea de Filozofi, apoi Schinteia.  Cu timpul, localitatea apare în documente sub denumirea de Scânteia. 
Deși informațiile cu privire la anul construirii bisericii lipsesc, tradiția locală menționează că domnitorul Ștefan cel Mare și-a pregătit la Scânteia oștirea pentru luptele cu turcii de la Vaslui (1475). După luptă, în semn de mulțumire pentru obținerea victoriei, ar fi construit la Scânteia o biserică. 
Biserica "Sf. Voievozi Mihail și Gavriil" din Scânteia a fost construită în secolul al XV-lea. Pisania originală nu s-a păstrat. Pr.prof.dr.acad. Mircea Păcurariu în lucrarea sa "Sfinți daco-romani și români" (Ed. Mitropoliei Moldovei și Bucovinei, Iași, 1994) menționează că biserica din Scânteia este atribuită de tradiția locală lui Ștefan cel Mare.  În biserică este păstrat un amplu tablou votiv pictat în 1846 și care are, la partea inferioară, următoarea inscripție: „Acest sfânt locaș cu hramul sfinților mai mari voievozi Mihail și Gavriil, din temelie ridicat întâiul de fericitul întru pomenire de Ștefan voievod cel Mare și apoi de Duca voievod înfrumusețat, iar acum, în zilele de prea înălțatului domn Mihail Grigore Sturza voievod, din nou întocmit; și s-au împodobit din porunca Prea Fericitului Patriarh al Ierusalimului Chirie Chirio Chirii, fiind stăruitor și îngrijitor prea cuvioșia sa arhimandritul Paisie, Exarhu logofăt și cavaler, Alexandru Ghica, efor și comisul Panaite Papazoglu, epitrop asupra averilor sfântului mormânt în Moldova; la anul 1846, noiembrie 13.” 
În lucrarea sa Istoria Bisericii Românești (București, 1908), istoricul Nicolae Iorga (1871-1940) citează tradiția locală cu privire la atestarea bisericii. "La Scânteia, în părțile Vasluiului, este încă o biserică ce poartă tot semnele epocei lui Ștefan-cel-Mare, a cării inscripție s’a pierdut însă, ori a fost prinsă cumva în zidărie."  Tot el scria că această biserică a fost făcută în grabă, din lemnul unui singur stejar. 

### Mențiuni documentare

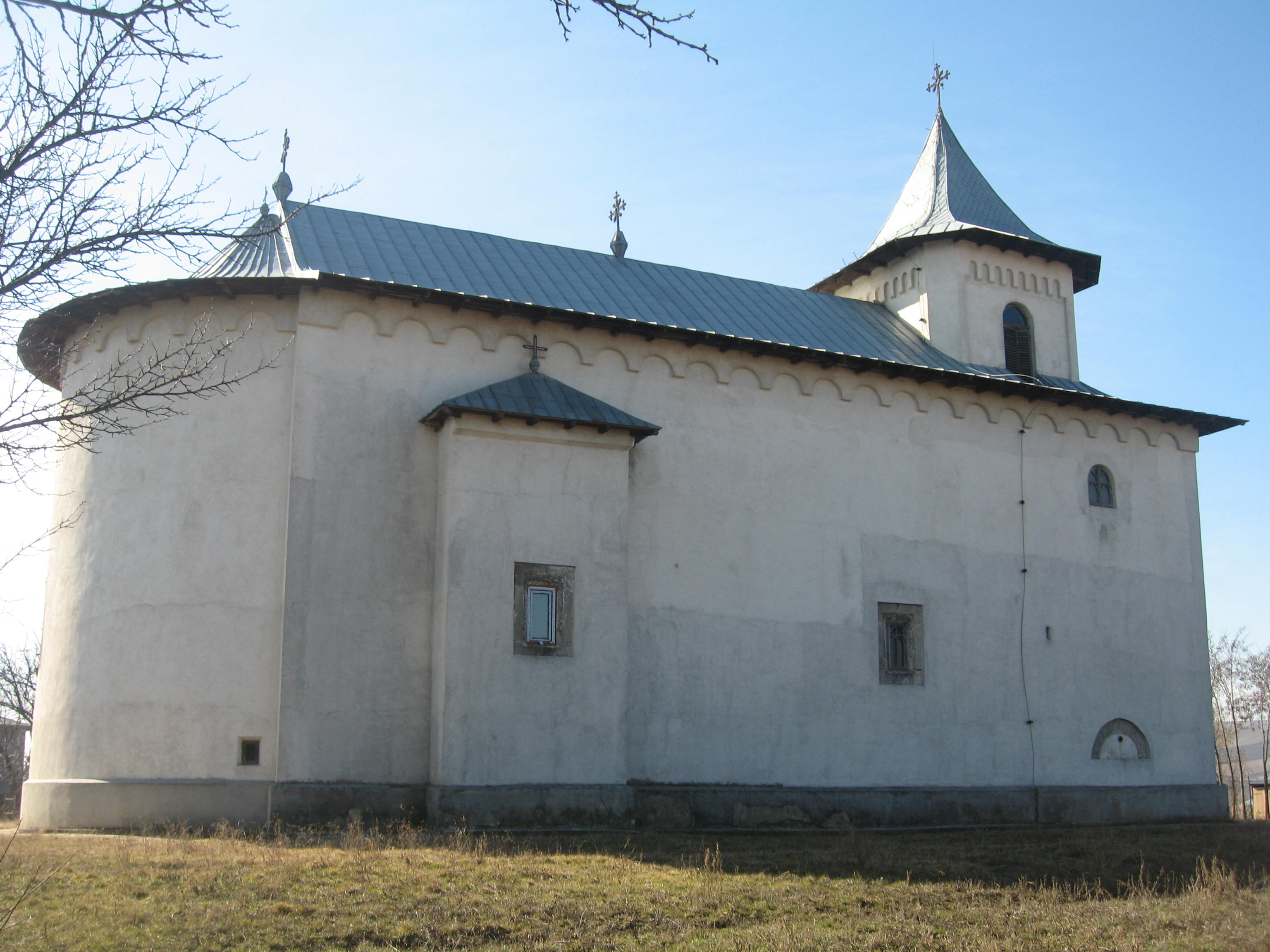
Biserica "Sf. Voievozi" din Scânteia văzută de pe latura nordică.

O altă serie de opinii (printre care și preotul paroh Vasile Mihăilă) acreditează ideea că biserica ar fi mult mai nouă, din perioada domniei lui Vasile Lupu (1634-1653), mai precis din anii 1636-1637.  
Istoricul Gheorghe Balș consideră că Biserica "Sf. Voievozi" din Scânteia datează din secolul al XVII-lea, argumentând printre altele că „forma turtitã în plan a curburii altarului” nu este caracteristică pentru epoca ștefaniană.  Analizând documentele de proprietate, arheologul Stela Cheptea a concluzionat că Biserica „Sf. Arhangheli” din Scânteia nu a fost ctitorită de Ștefan cel Mare, deoarece moșia Scânteia a aparținut încă din prima jumătate a secolului al XV-lea boierului Duma Negru și a fost păstrată în patrimoniul familiei până în veacul al XVII-lea, iar domnitorii nu ctitoreau biserici și mănăstiri pe o proprietate boierească, ci doar pe pământ domnesc. 
Mai mulți călători străini care au trecut prin Moldova în secolul al XVII-lea au menționat în scrierile lor că au trecut prin Scânteia, drumul care lega orașele Iași și Vaslui fiind considerat foarte dificil, printre dealuri abrupte, iar pe timp ploios cu mult noroi.  Unii călători notează că drumul era foarte primejdios, din cauza tâlharilor ce se adăposteau în pădurile din împrejurimi.
Un membru al soliei lui Jerzy Krasinski relata că în 1636 „acest sat [Scânteia] era mai de mult foarte mic și în el locuiau numai tâlhari, acum însă s-a mărit mult, s-au așezat în el mulți oameni gospodari și s-a clădit o biserică nouă, frumoasă de zid”.  Menționarea într-un document intern din 1638, întărit de Vasile Lupu, printre martori a preoților Ștefan și Gorciul din Scânteie duce la concluzia că în Scânteia existau atunci două biserici. Arhidiaconul Paul de Alep, secretarul patriarhului Macarie, care a efectuat o călătorie în Moldova începând din ianuarie 1653, a găsit la Scânteia o „biserică mare, nouă, construită de sus-numitul domn [Vasile Lupu], făcător de fapte bune, iubitor de ziduri de biserici în lumea întreagă, și închinatã Sf. Paraschiva, cu douã
turle înalte, avântate și cu douã cruci aurite”. 
Cea de-a doua biserică din Scânteia avea hramul „Sf. Paraschiva” și este atribuită domnitorului Vasile Lupu, fiind anterioară anului 1636.  În urma unei cercetări arheologice a ruinelor acelui lăcaș de cult în anii '80 ai secolului al XX-lea, arheologul Nicolae Pușcașu a confirmat datarea în secolul al XVII-lea a construcției acelei biserici. 
Localitatea Scânteia decade după evenimentele din 1700, călătorii străini din secolul al XVIII-lea menționând că satul era distrus. Aflat în drum spre Istanbul, secretarul unei alte misiuni poloneze găsea doar „o bisericã de zid părăsită și trei bordeie săpate în pământ”.  Venind dinspre Vaslui, Ruggiero Giuseppe Boscovich, secretarul ambasadorului Angliei la Poartă a văzut în 1762 doar „o biserică și am aflat că ținea de un sat ce fusese odată pe acel loc și se numea Scânteia, și acum era cu totul distrus”. 
Biserica "Sf. Voievozi" din Scânteia a fost reparată de mai multe ori în decursul timpului. Lăcașul de cult a fost înfrumusețat în timpul domniei lui Gheorghe Duca (septembrie 1665 - mai 1666; noiembrie 1668 - 10 august 1672; noiembrie 1678 - 25 decembrie 1683), apoi refăcut în secolul al XVIII-lea. Lucrări de reparații au avut loc în timpul domniei lui Mihail Sturdza (1834-1849), biserica fiind împodobită din porunca patriarhului Chiril al II-lea al Ierusalimului (1845-1872). Lăcașul de cult a fost reparat în anul 1903. 

### Cercetări arheologice
În anul 1984, au fost efectuate cercetări arheologice în jurul bisericii de către cercetătorii arheologi Nicolae Pușcașu și Voica Maria Pușcașu. În vederea realizării de lucrări de consolidare-restaurare, în vara anului 1990, la solicitarea Parohiei din Scânteia, s-a făcut o săpătură arheologică în interiorul Bisericii „Sf. Arhangheli”. Sub pardoseala din dale de piatră albă s-au descoperit cinci pietre de mormânt, cu partea inscripționată îngropată în nisipul în care erau montate dalele. Nu au fost găsite oseminte umane, cu excepția unui schelet deranjat, probabil reînhumat, care a fost găsit în absida de sud. 
În urma cercetãrilor arheologice din interiorul bisericii s-a formulat concluzia că Biserica „Sf. Arhangheli” are două faze de construcție. Absida altarului a fost temeinic consolidată, probabil ca urmare a existenței unei fisuri în parament. Biserica actuală este puțin deviată față de edificiul inițial, baza absidei de sud fiind retrasă spre mijloc cu circa 0,20 m, iar cea de nord este evazată tot cu 0,20 m față de paramentul actual. Arheologul Stela Cheptea a concluzionat că Biserica „Sf. Arhangheli” din Scânteia a fost fundatã pe loc gol. Ea consideră că biserica a fost ctitorită inițial de Vasile Lupu, iar după un timp, probabil în timpul lui Constantin Duca (după cum menționează inscripția pictată), clădirea a fost demolată până aproape de fundații și reconstruită după același plan și tehnică de construcție a secolului al XVII-lea. 
În jurul bisericii există un cimitir vechi, în care se află pietre funerare din secolul al XIX-lea, sculptate cu motivul soarele și luna și care au inscripții cu caractere chirilice. Pe un mormânt se află stema Moldovei, unele tradiții locale afirmând că acesta ar fi mormântul cronicarului Axinte Uricariul (c. 1670 - c. 1733). Alte morminte sunt atribuite comisului Panaite și boierului Ștefan Scânteie. 

## Arhitectura bisericii
Biserica "Sf. Voievozi" din Scânteia a fost construită din piatră, având formă de navă, cu altar semicircular. Ea este compartimentată în trei încăperi: pronaos, naos și altar. Deasupra pronaosului a fost înălțat un turn-clopotniță. 
În dreptul naosului, absidele laterale au fost înlocuite prin rezalite vizibile la exterior (îngroșare a zidurilor), acoperite de copertine cu profile obișnuite. În rezalite s-au construit câte o fereastră cu chenar dreptunghiular.

## Imagini

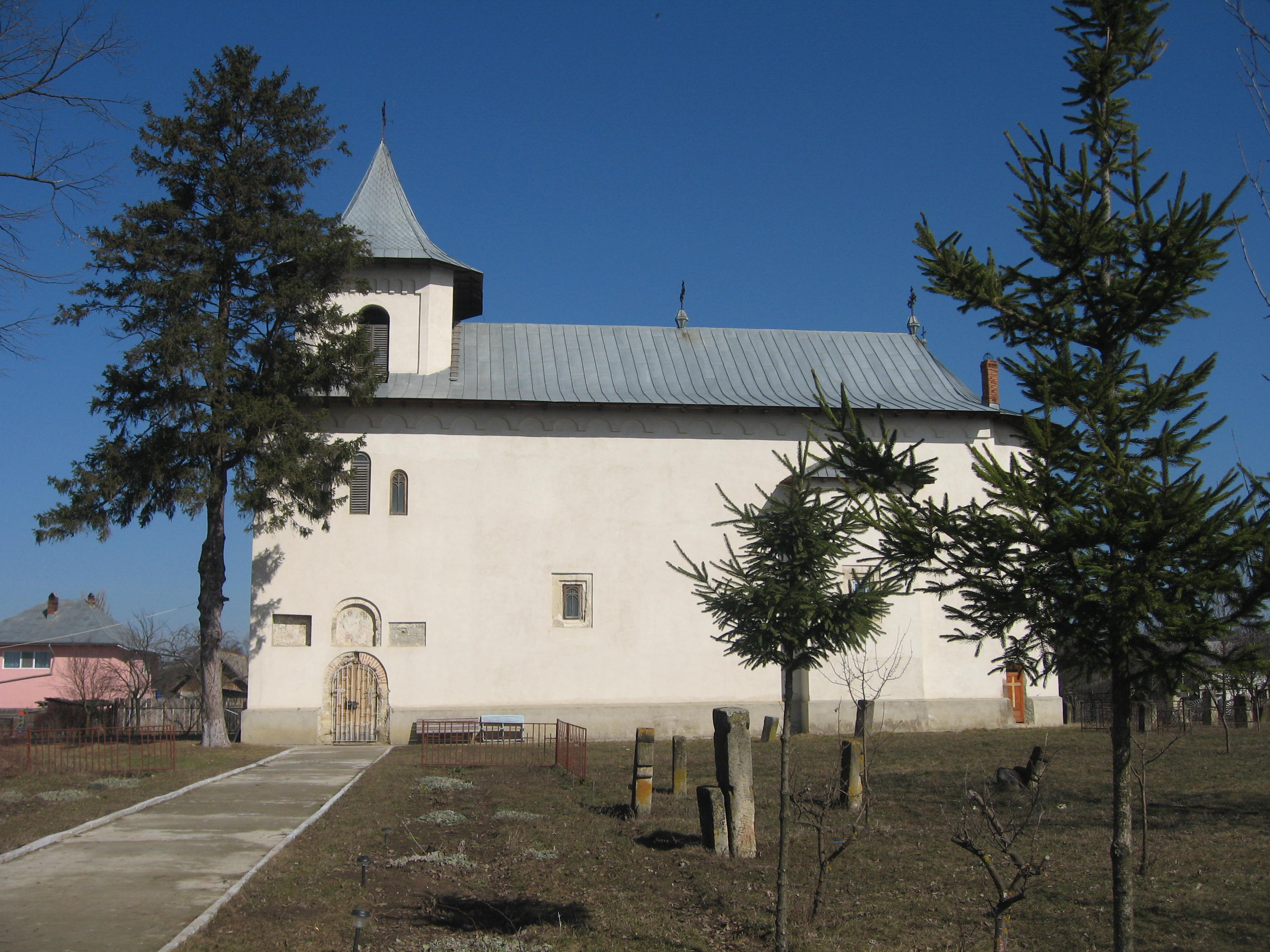
Biserica văzută de pe latura sudică
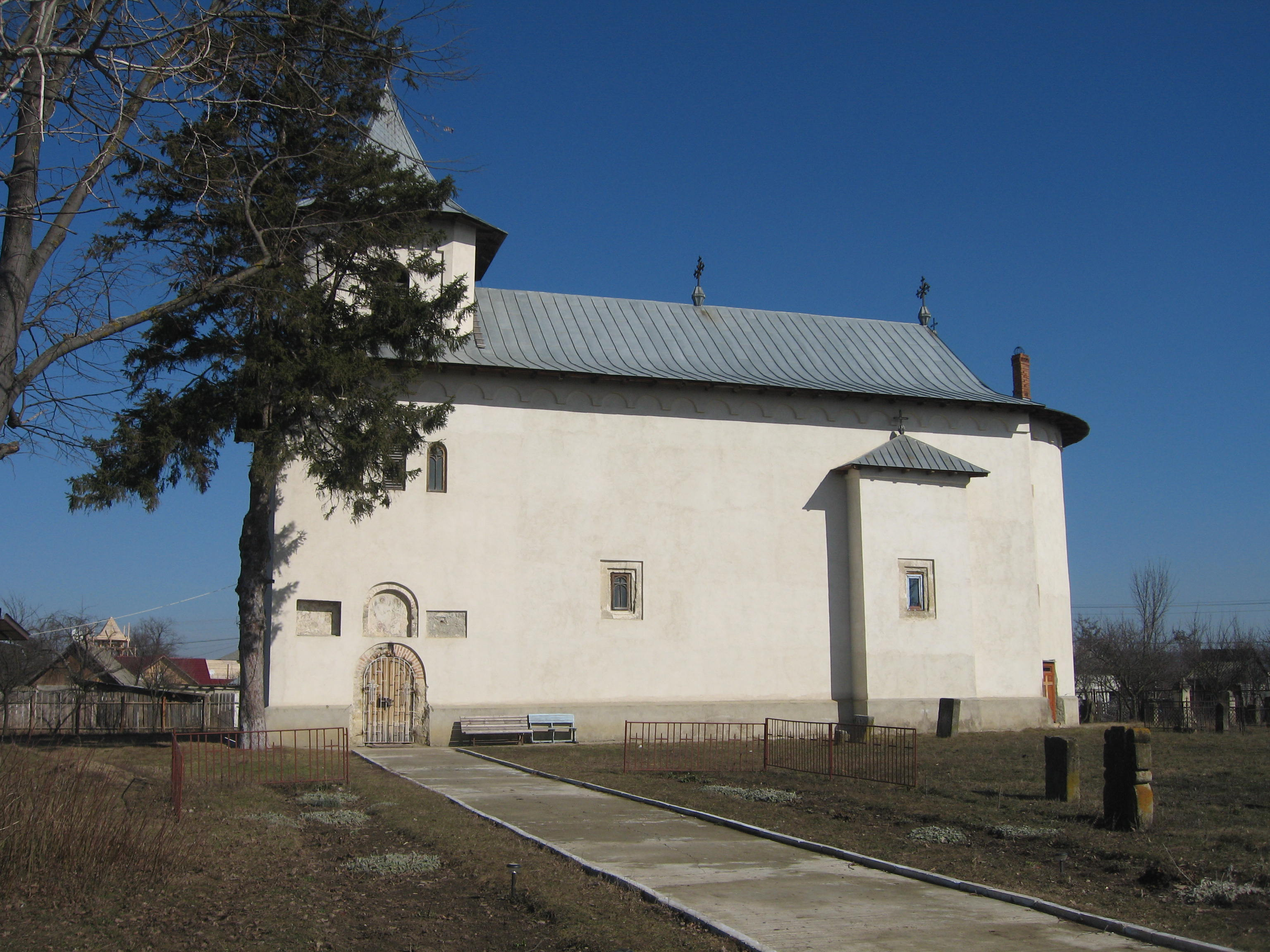
Biserica văzută de pe latura sudică
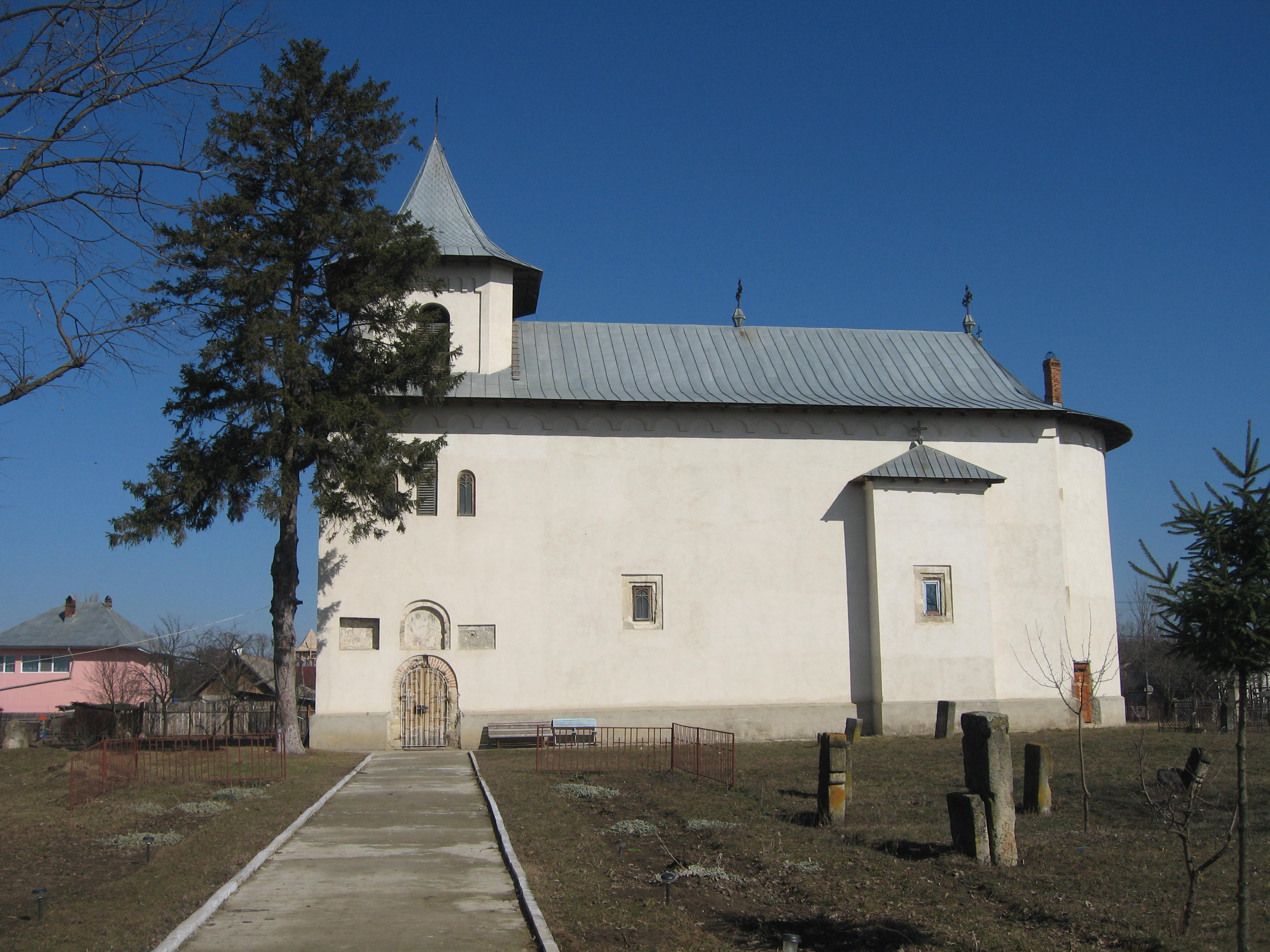
Biserica văzută de pe latura sudică
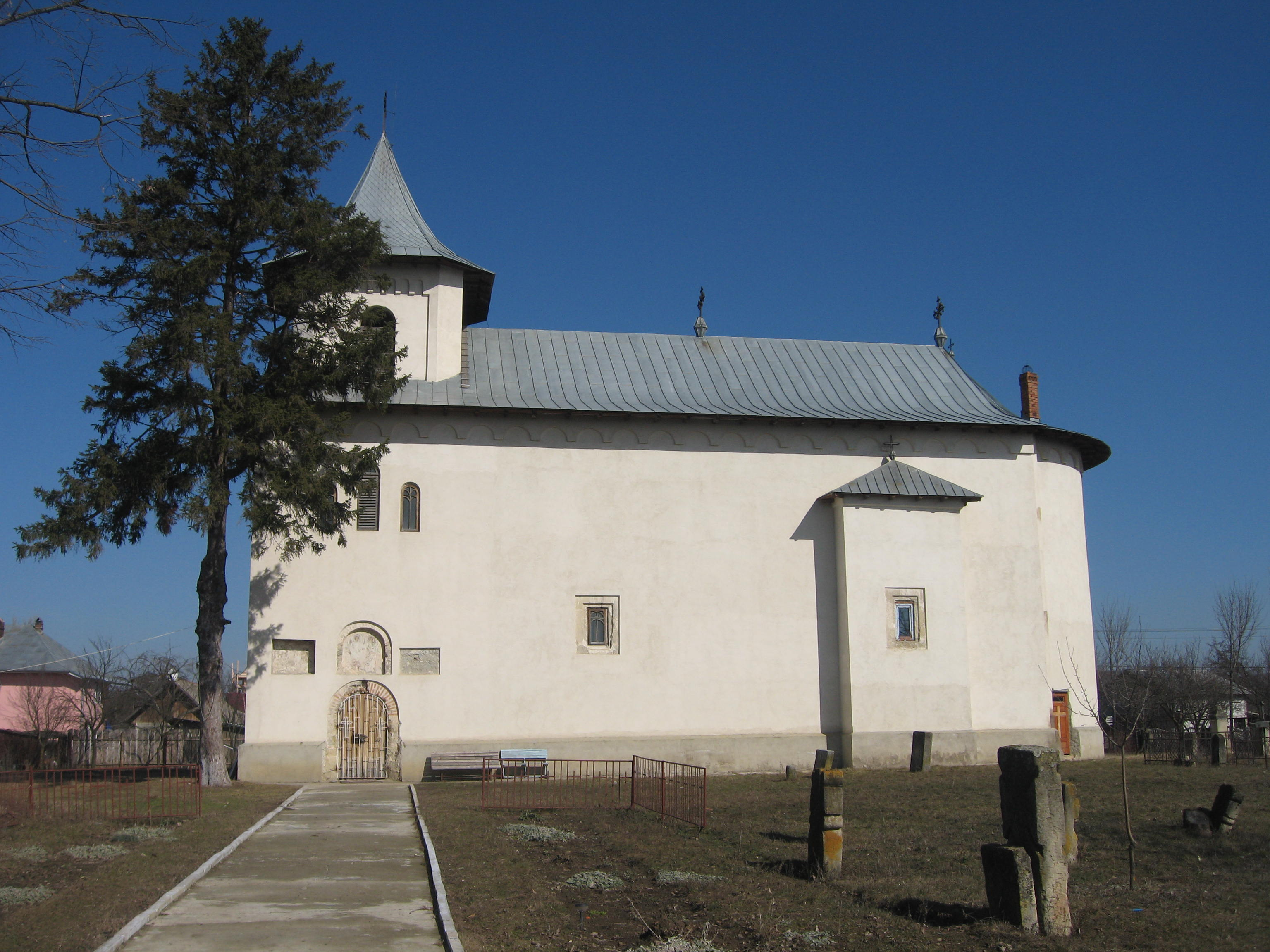
Biserica văzută de pe latura sudică
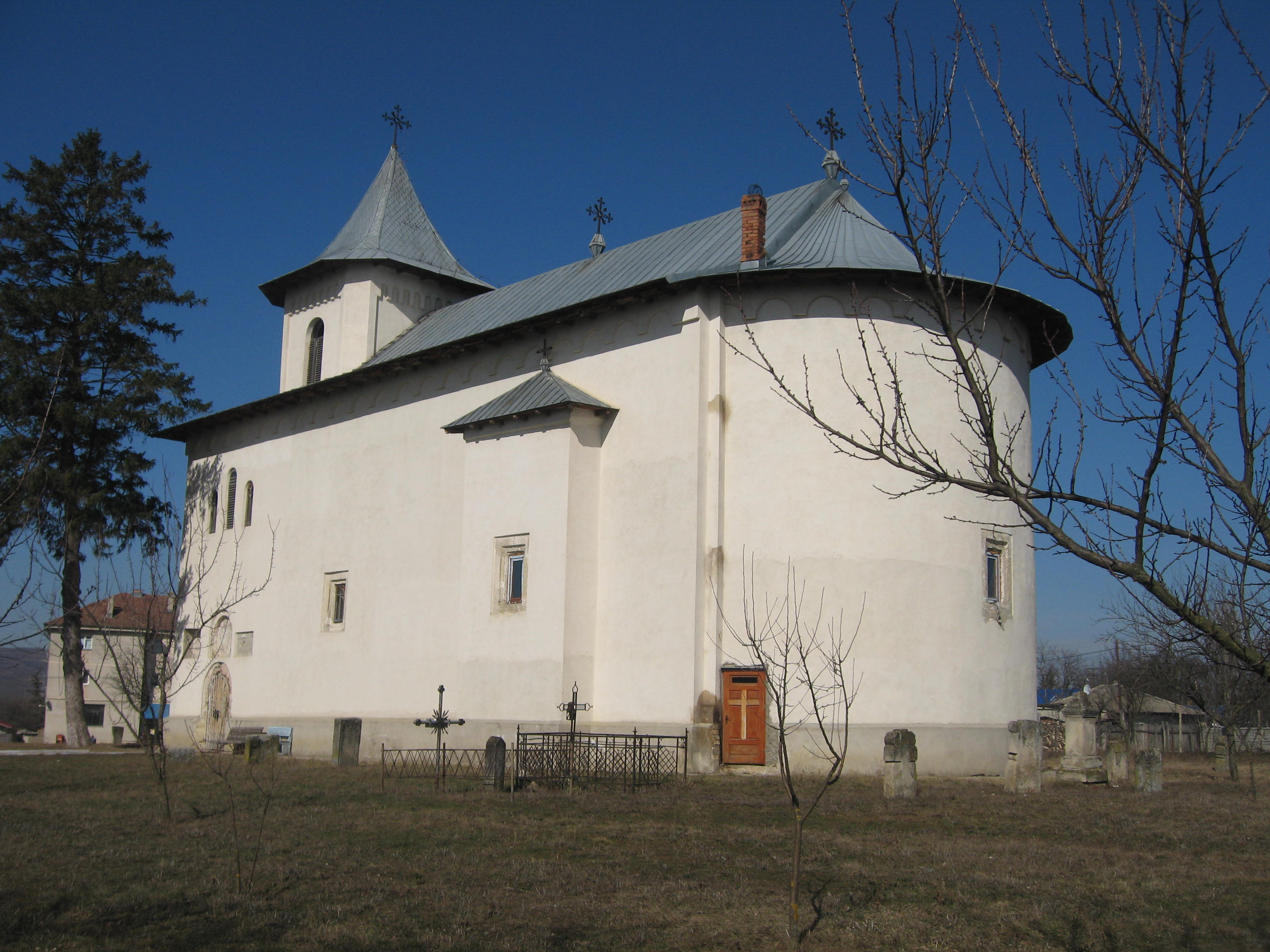
Biserica văzută dinspre sud-est
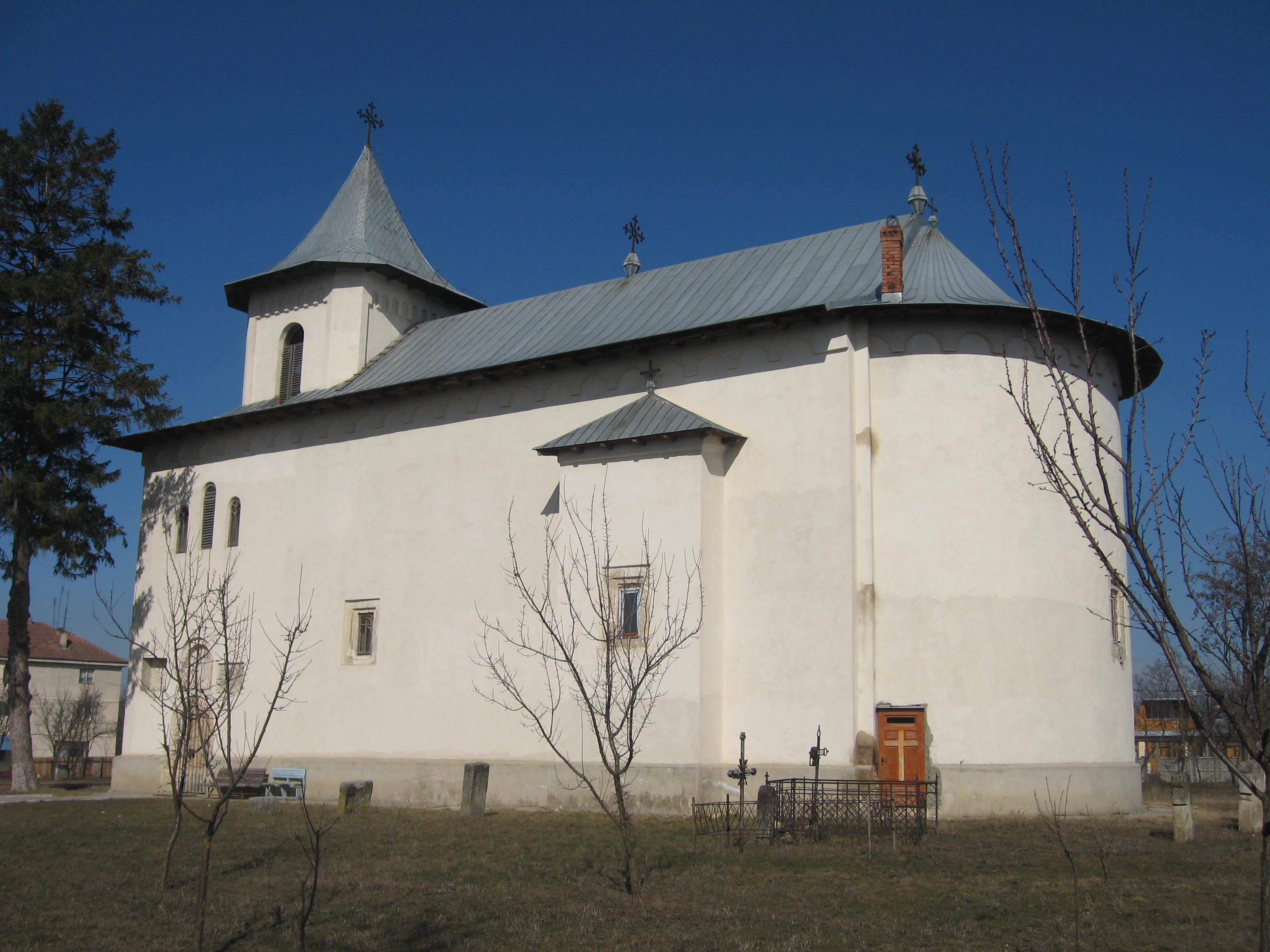
Biserica văzută dinspre sud-est
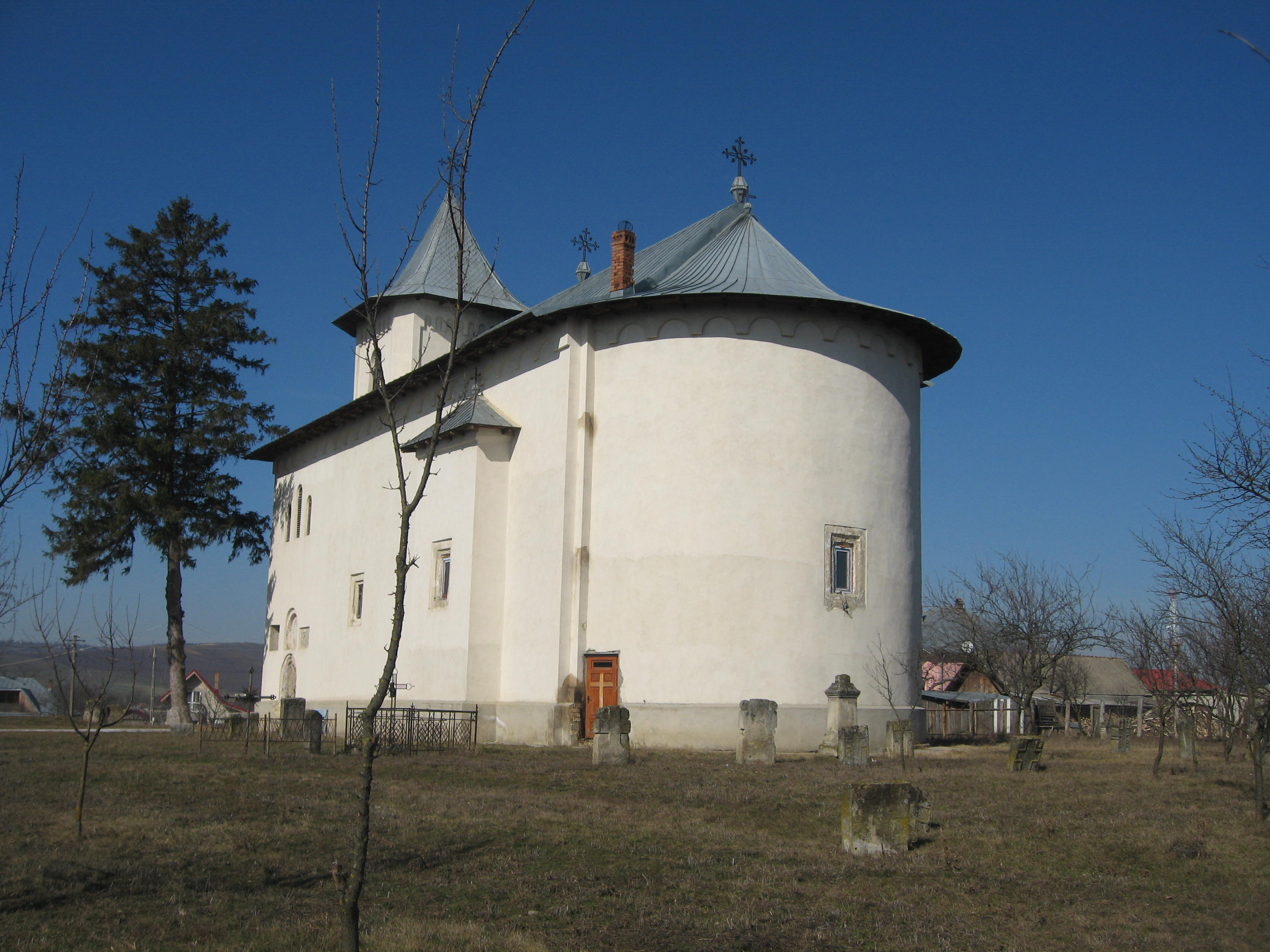
Biserica văzută dinspre est
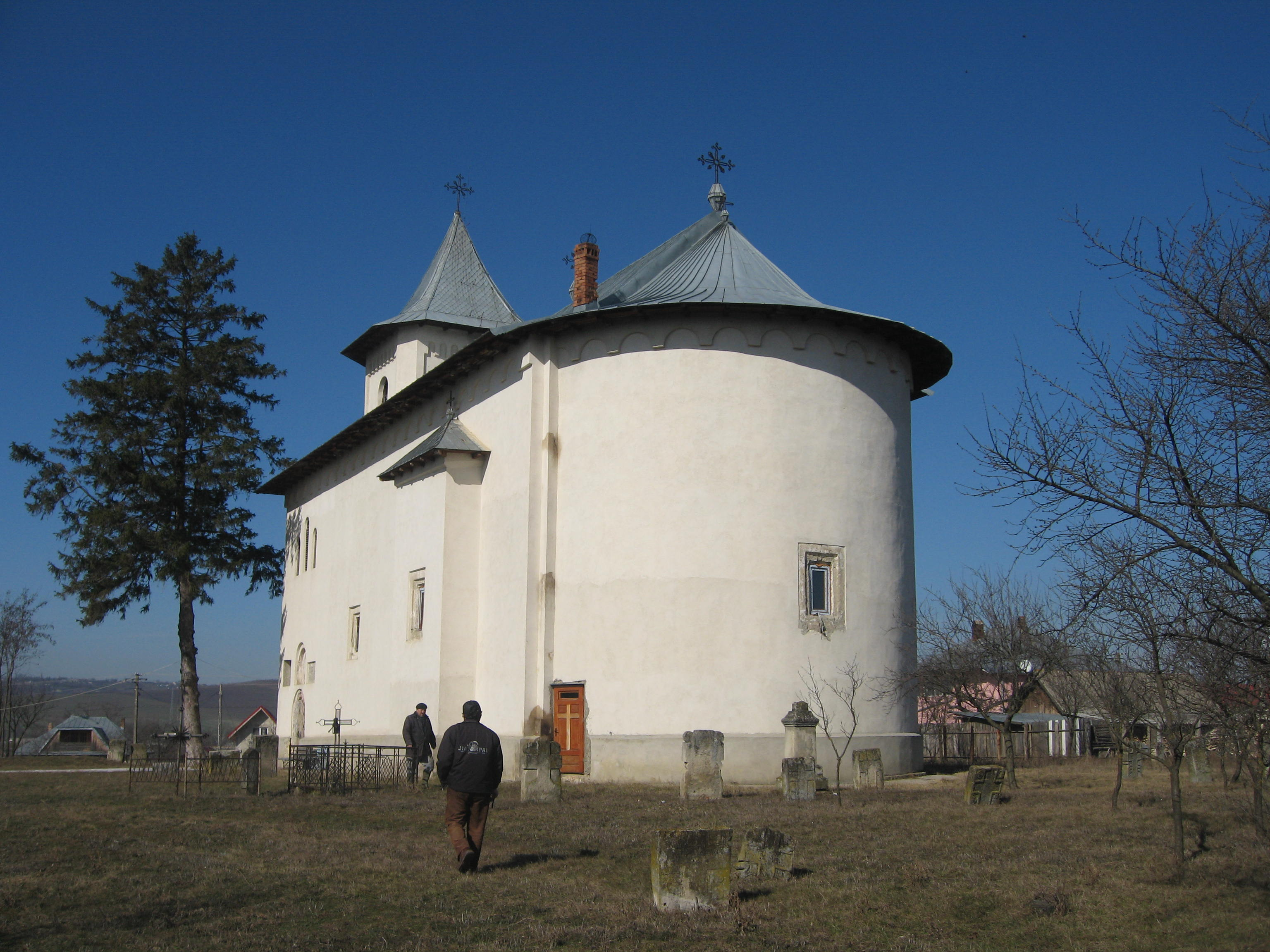
Biserica văzută dinspre est
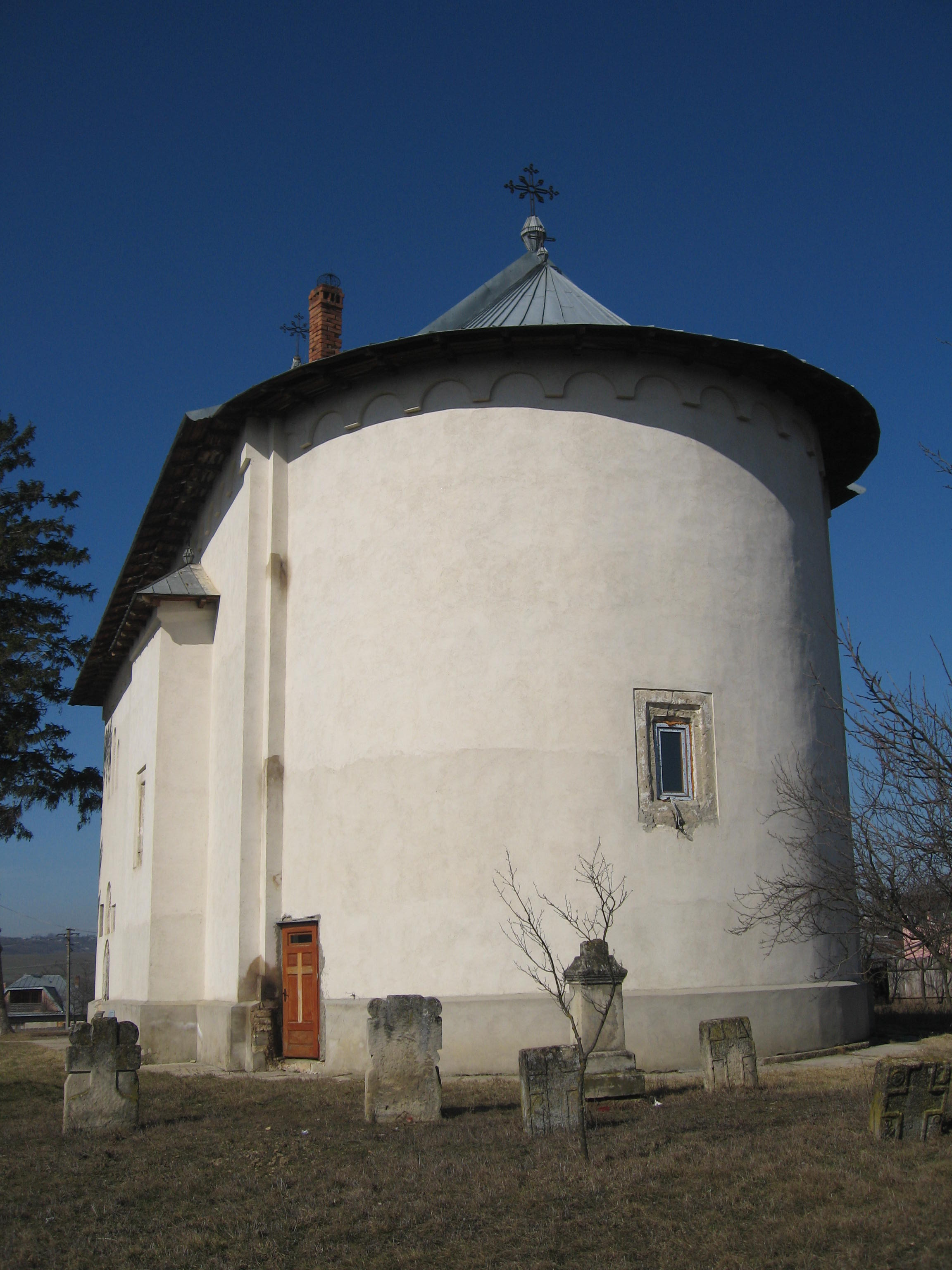
Absida altarului
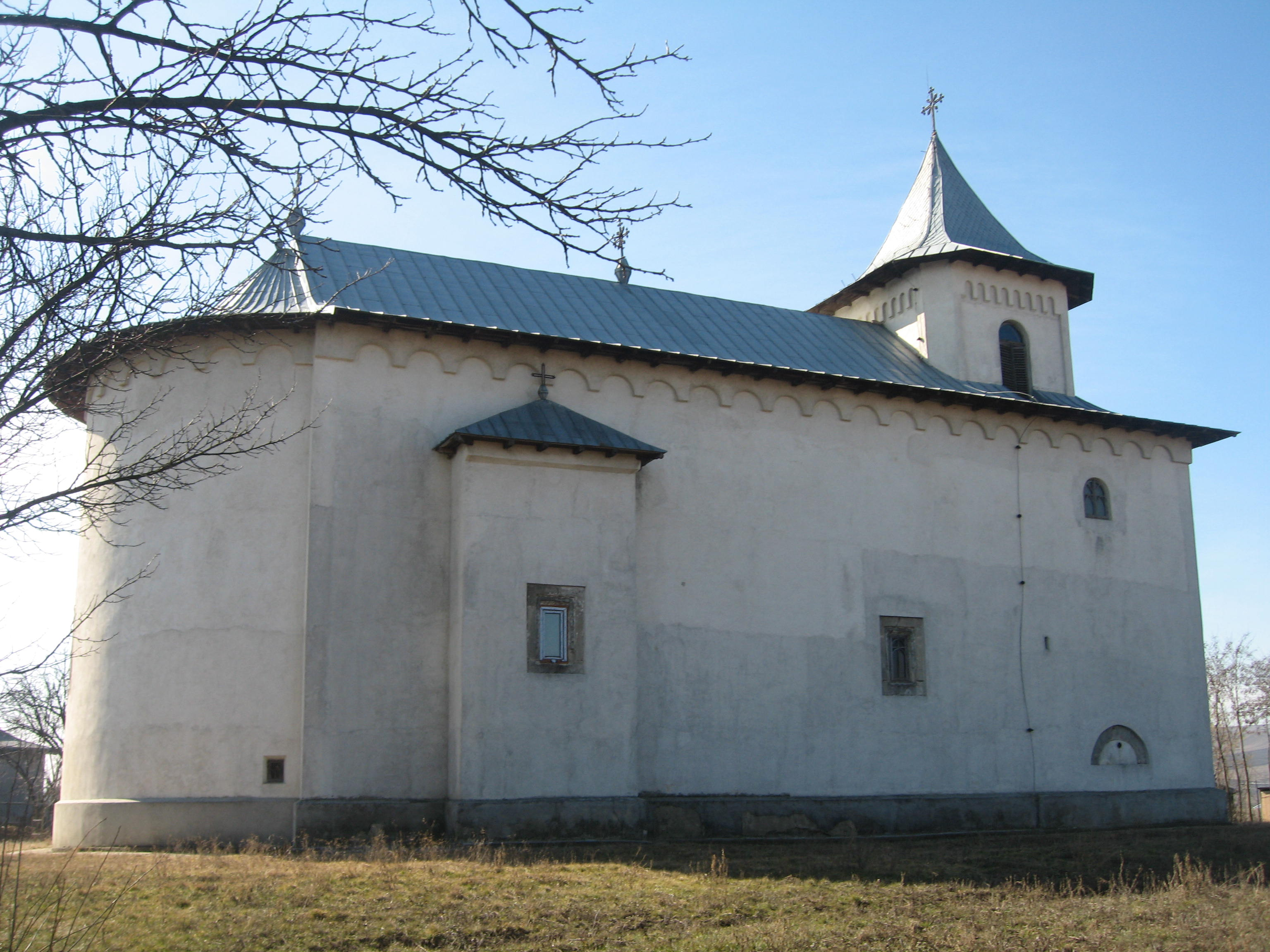
Biserica văzută de pe latura nordică
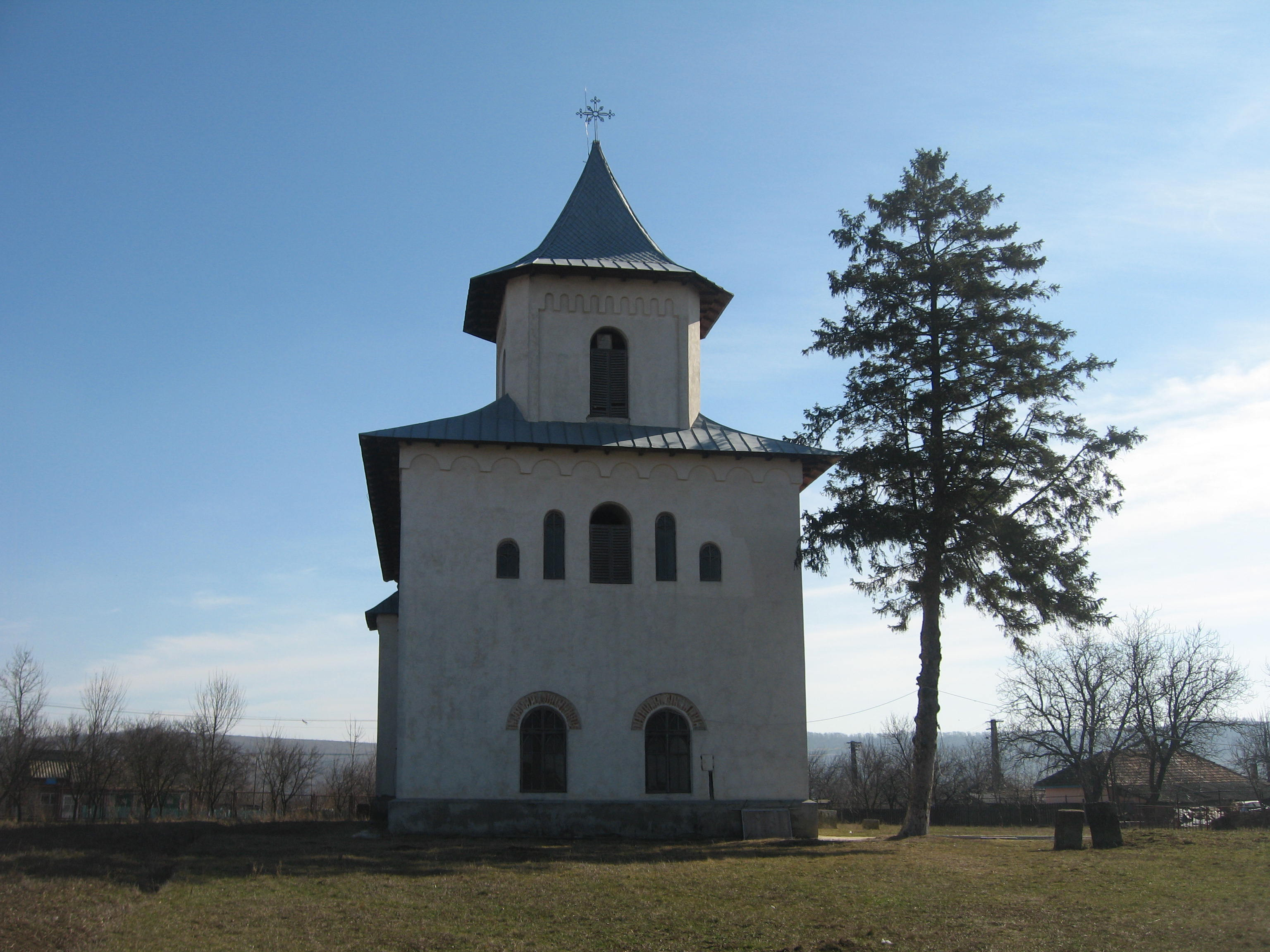
Biserica văzută dinspre vest
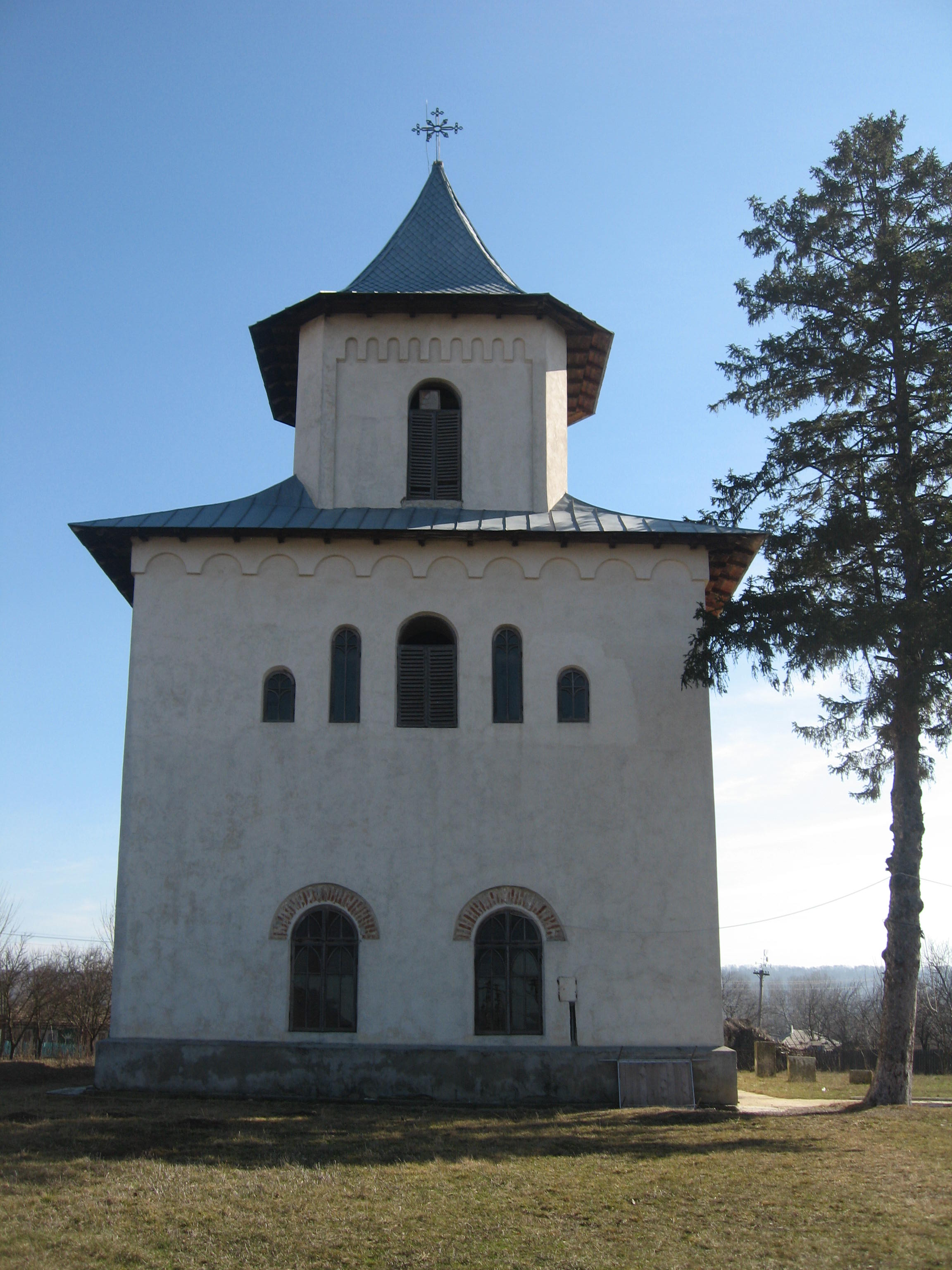
Biserica văzută dinspre vest
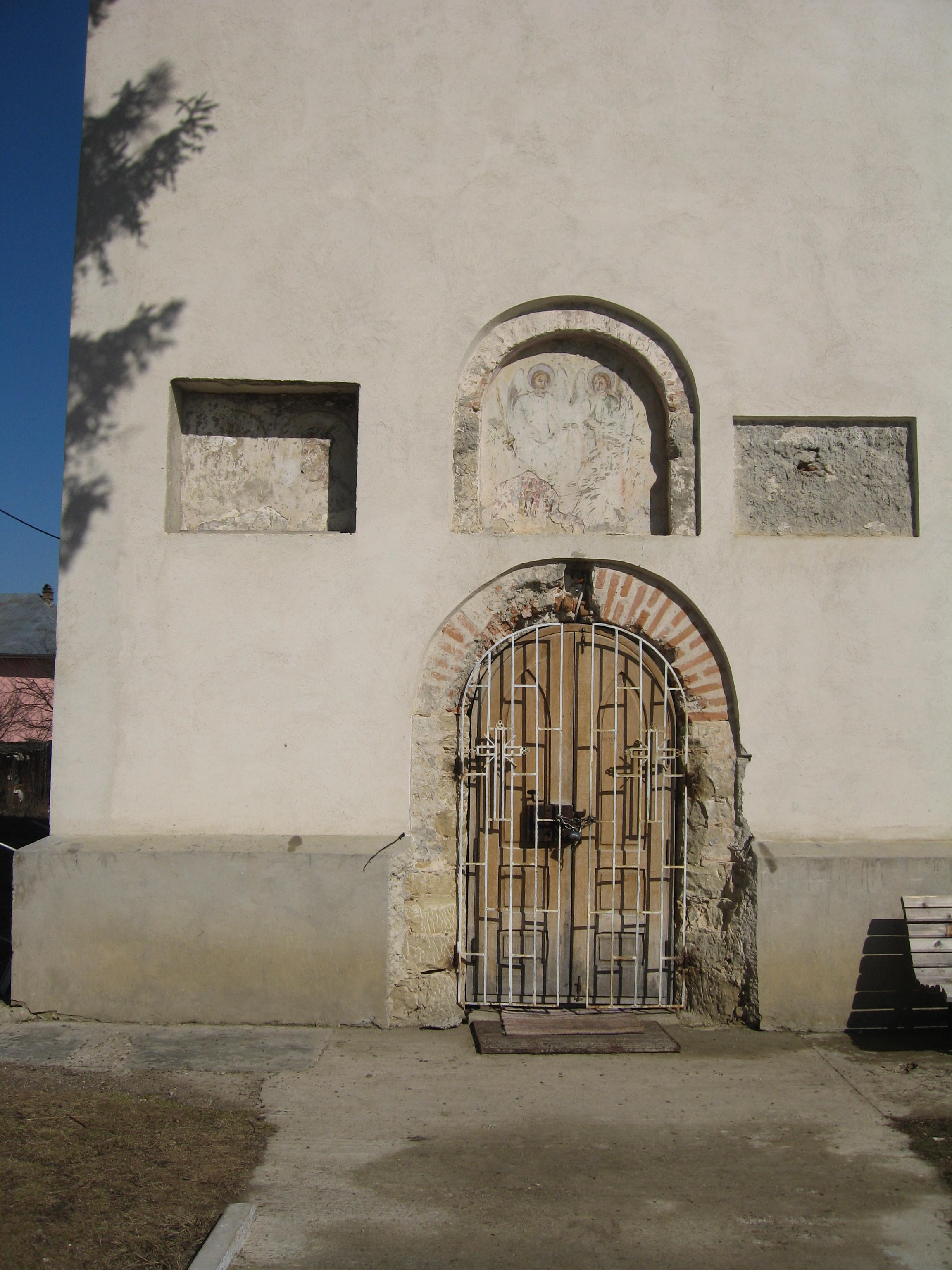
Portalul de intrare
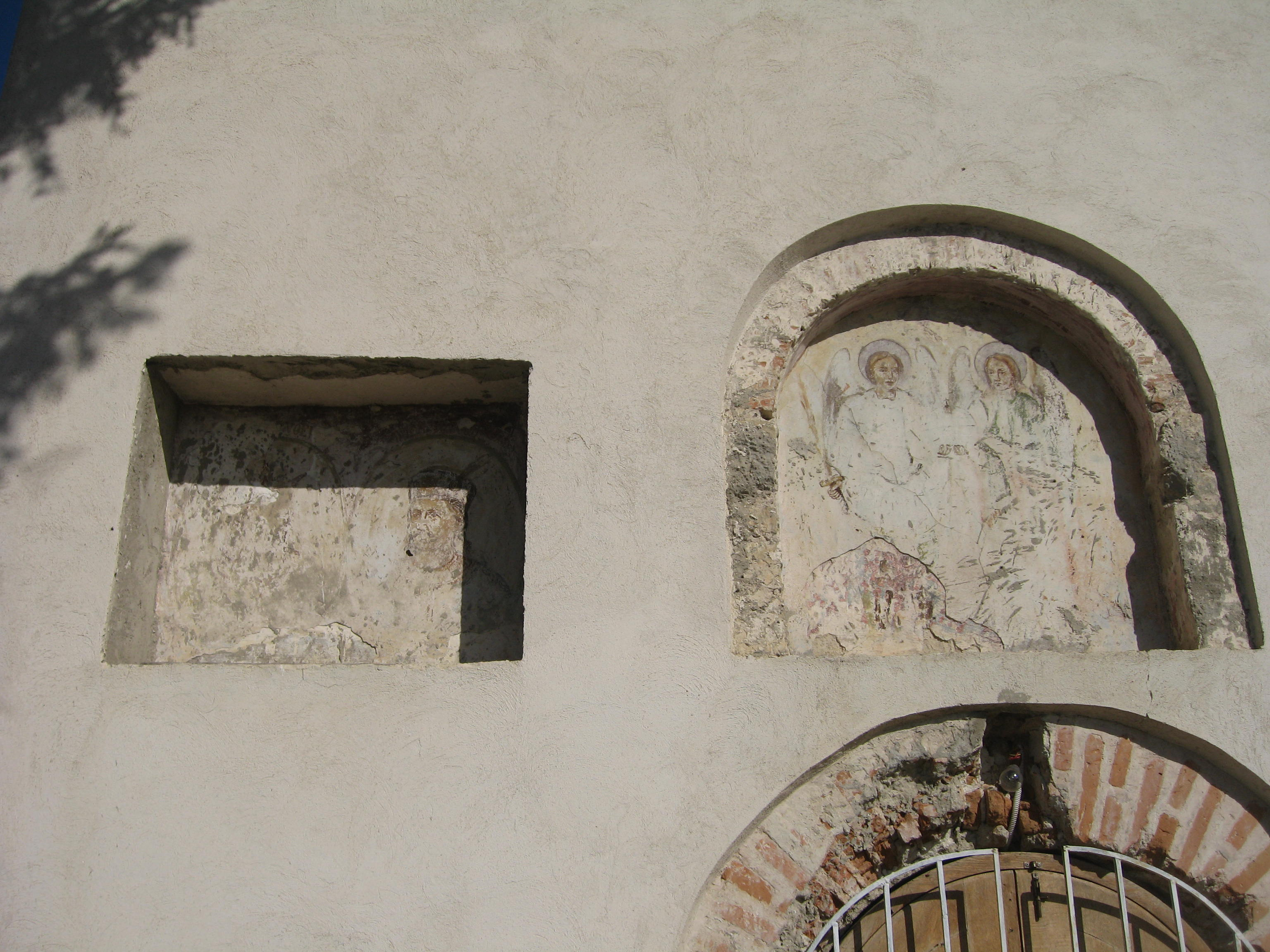
Icoane aflate în nișele de deasupra intrării
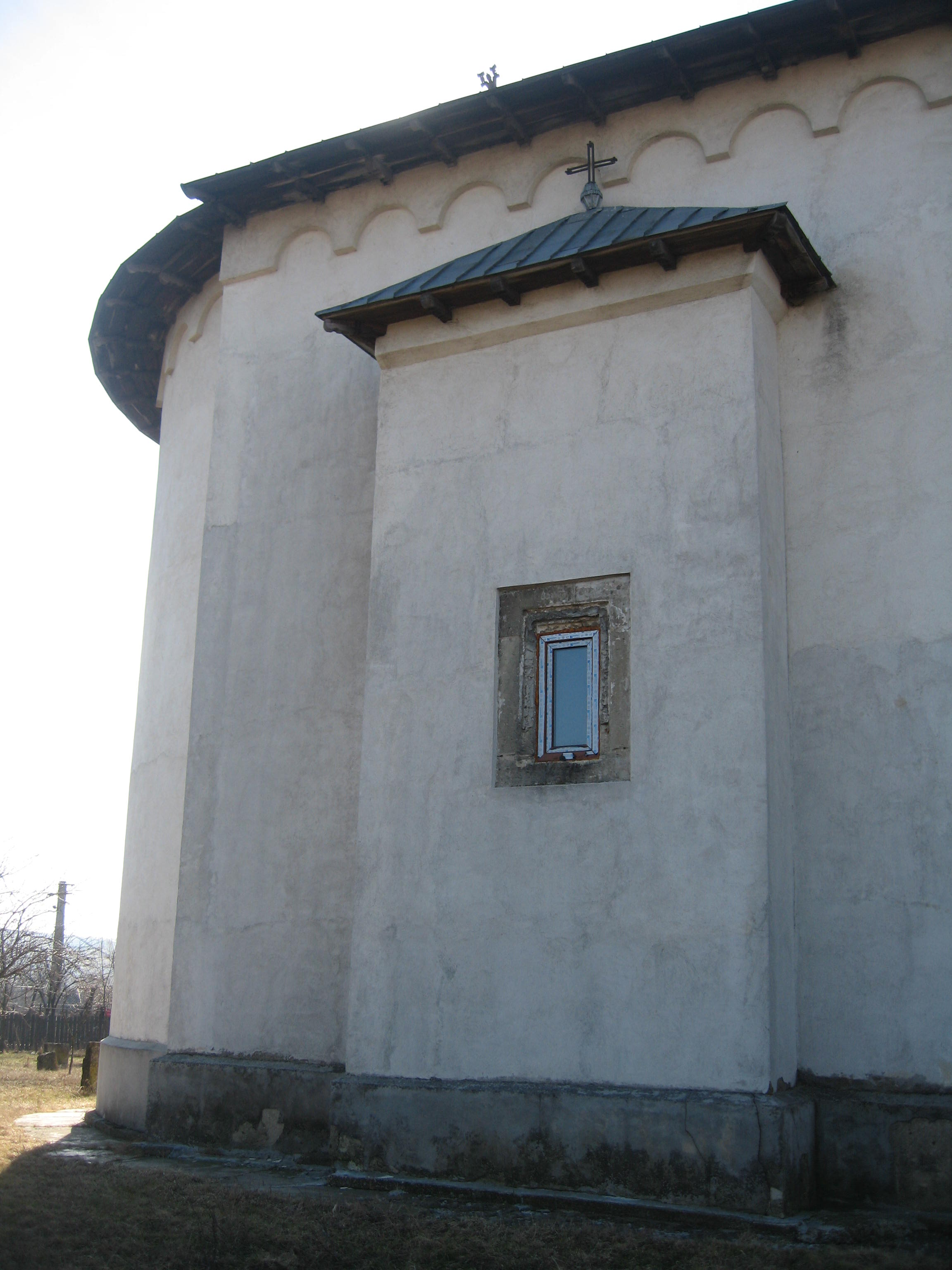
Absidă de pe latura nordică
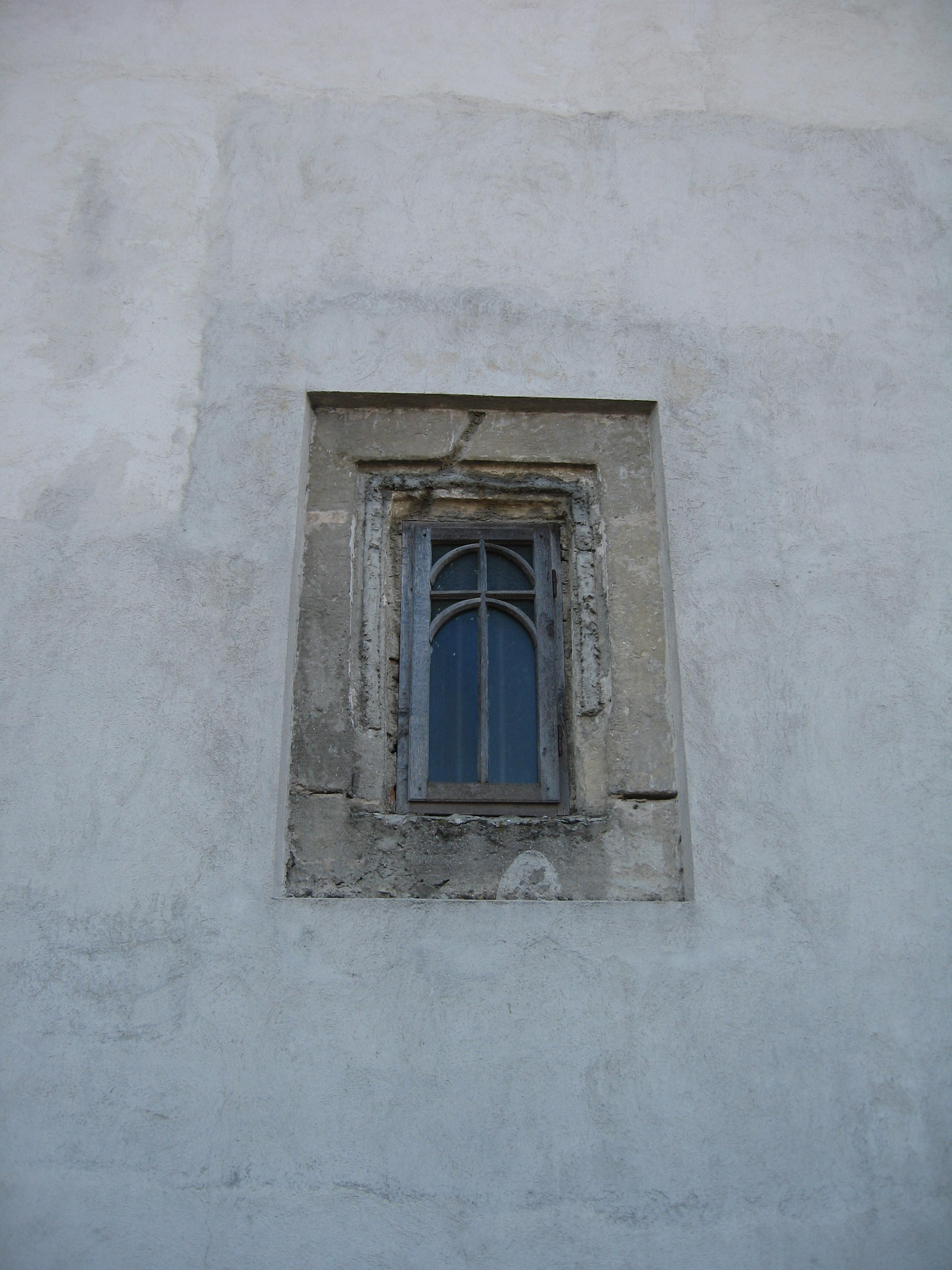
Fereastră cu chenar dreptunghiular
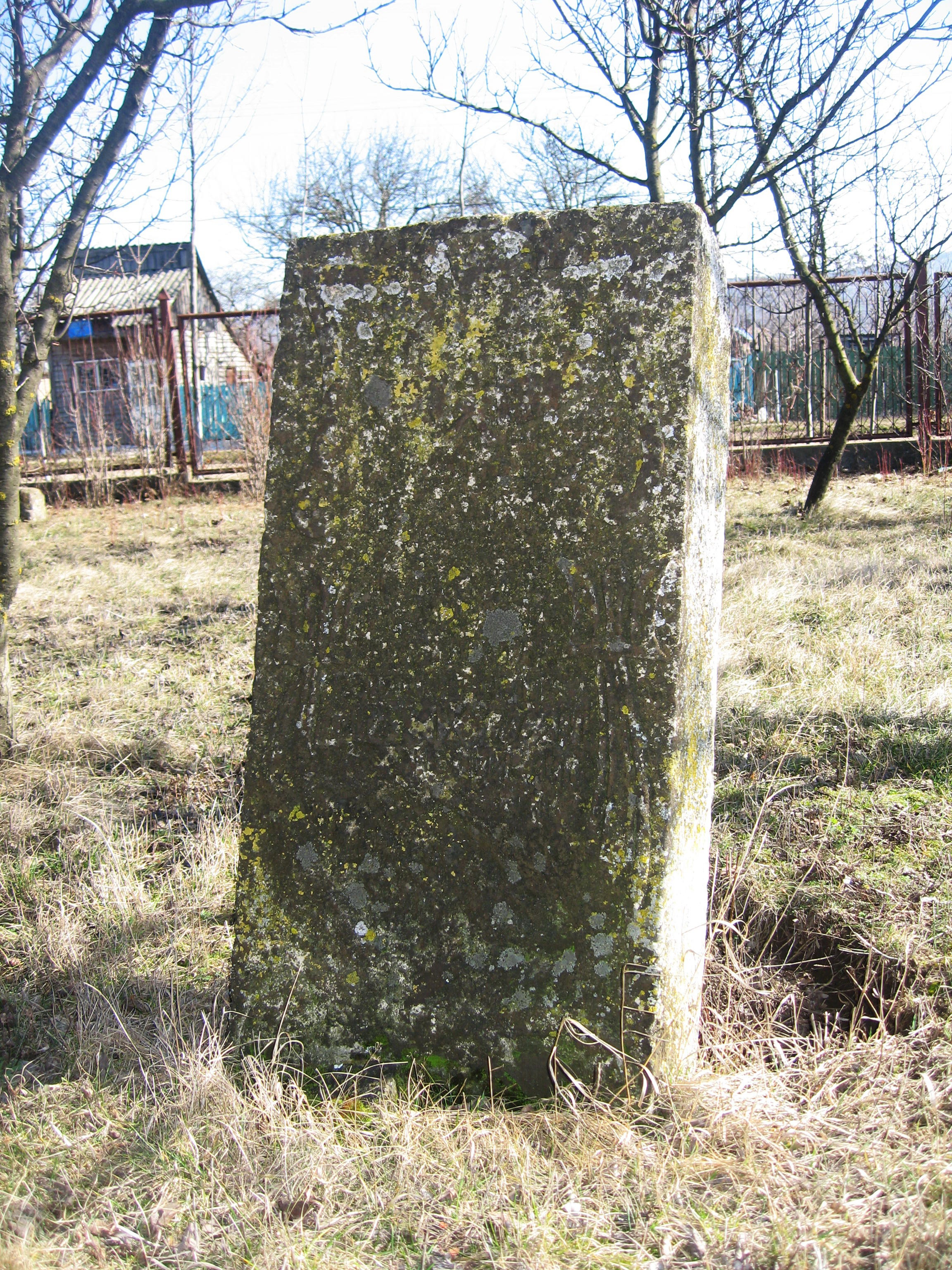
Piatră de mormânt veche din curtea bisericii
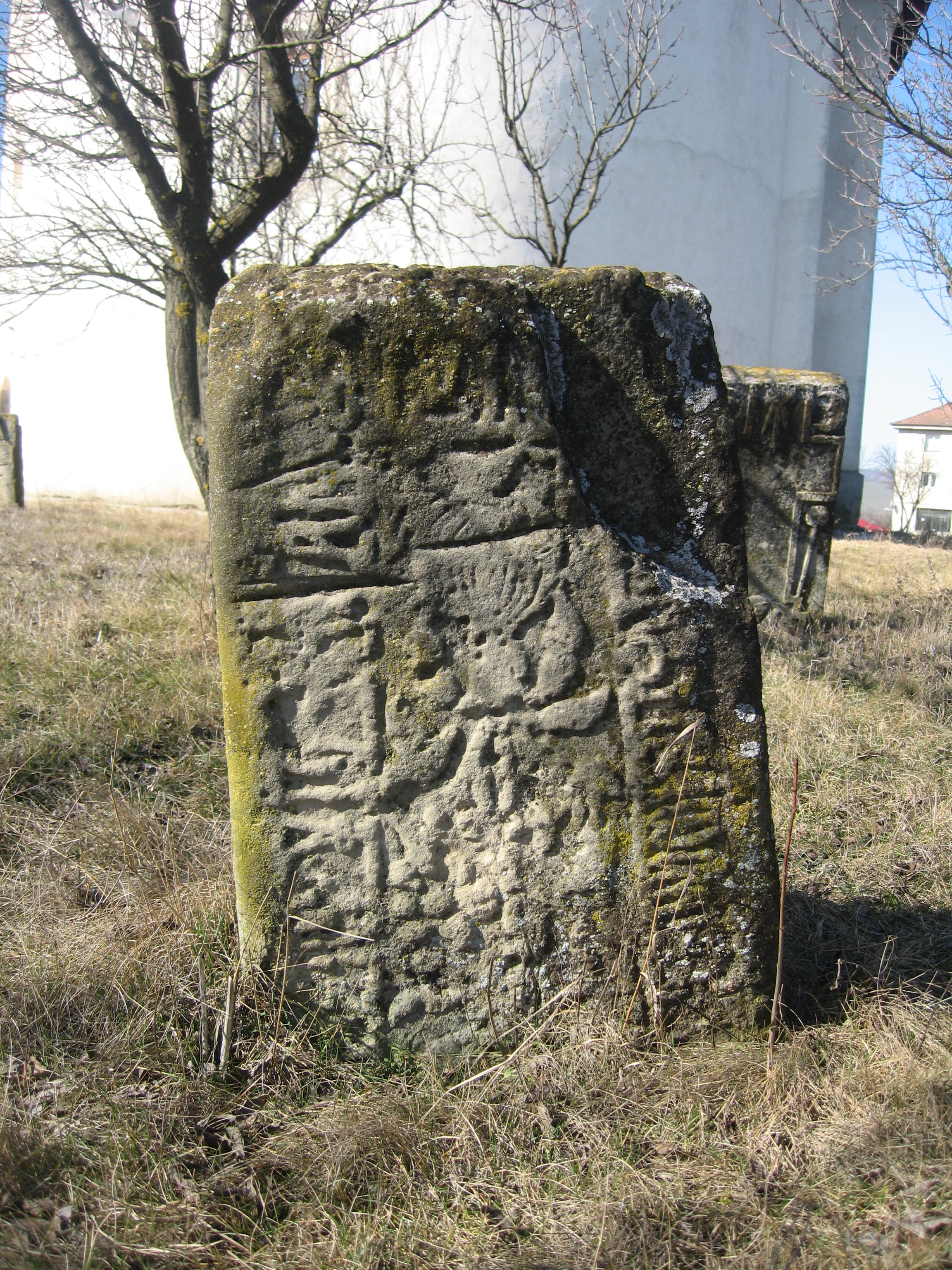
Piatră de mormânt veche din curtea bisericii
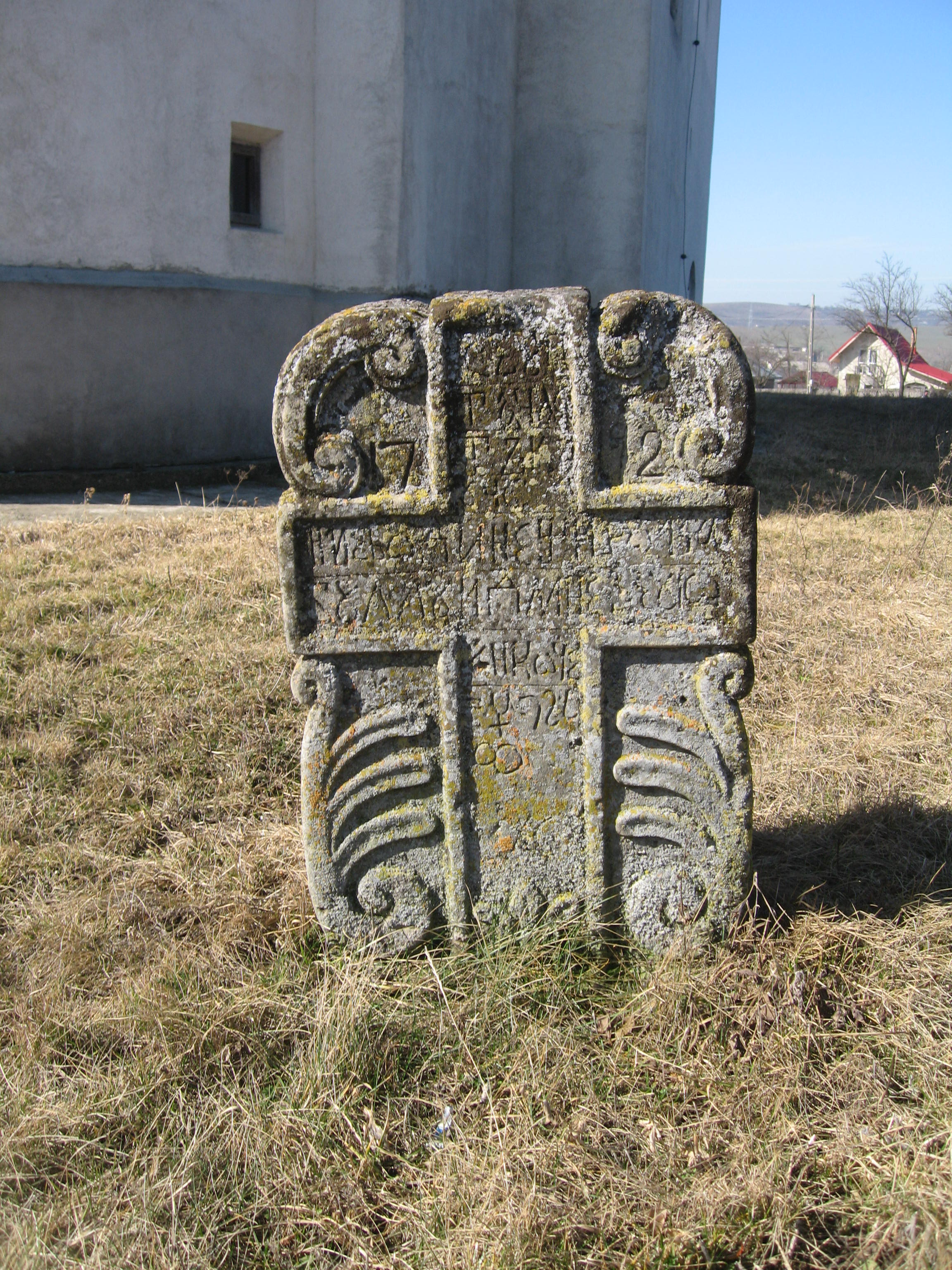
Piatră de mormânt veche din curtea bisericii ("1792. Supt aceasta cruce ... odinește ro...bul lui Dmnezeu O...ncuce ...")
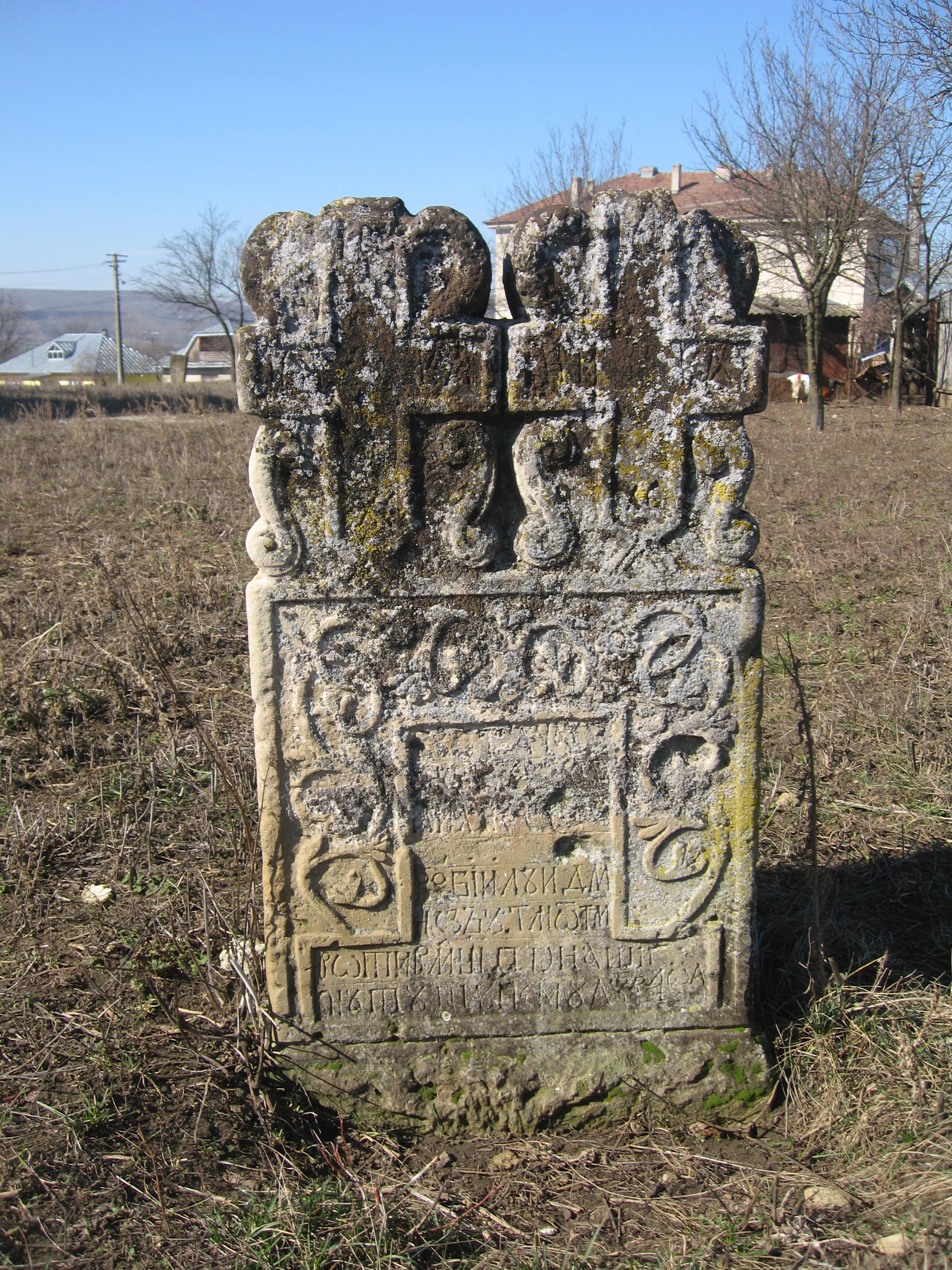
Piatră de mormânt veche din curtea bisericii ("(Supt această cruce se odihnește) robii lui Dmnezău TMOTM .... 1801")
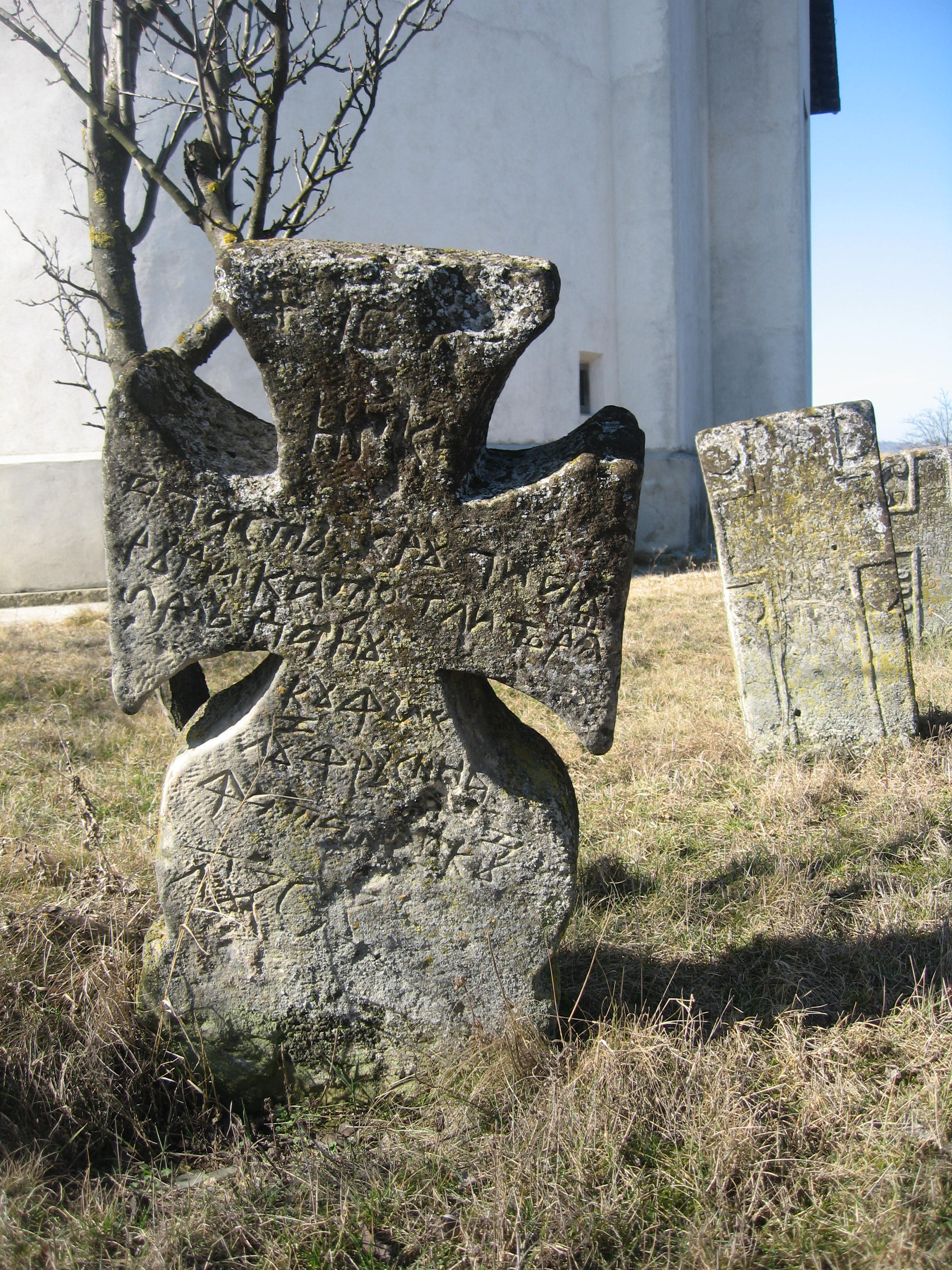
Piatră de mormânt veche din curtea bisericii ("Această cruci au rădicato taitoria ... Danul cu făcio(rul) lui crăsnic fata ... .cuț l(eat) 726(7?)")
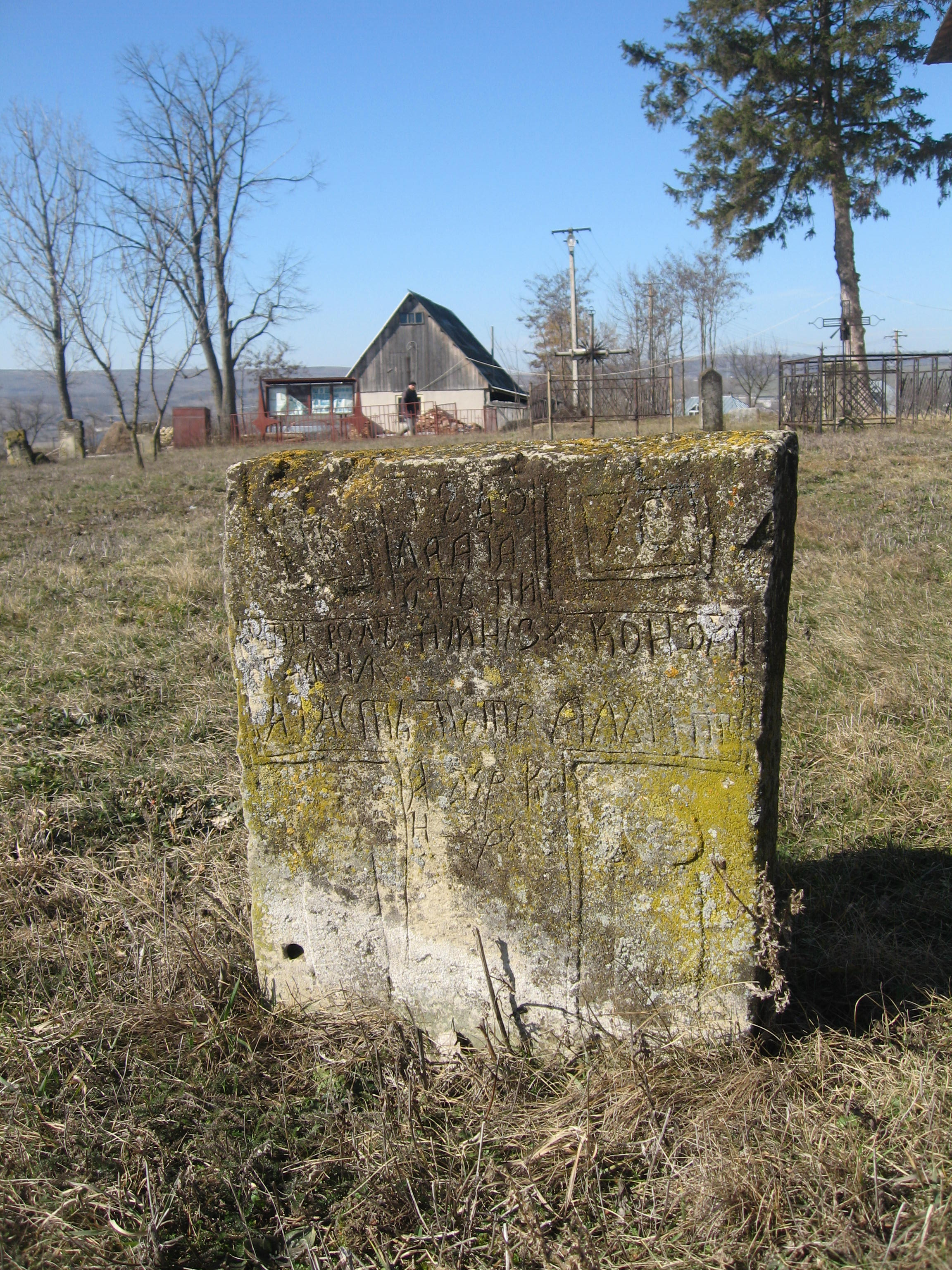
Piatră de mormânt veche din curtea bisericii ("1840 la aceasta piatră robă Dmneazu Condri Iliana. Aceasta petra lui Toader Condre.")
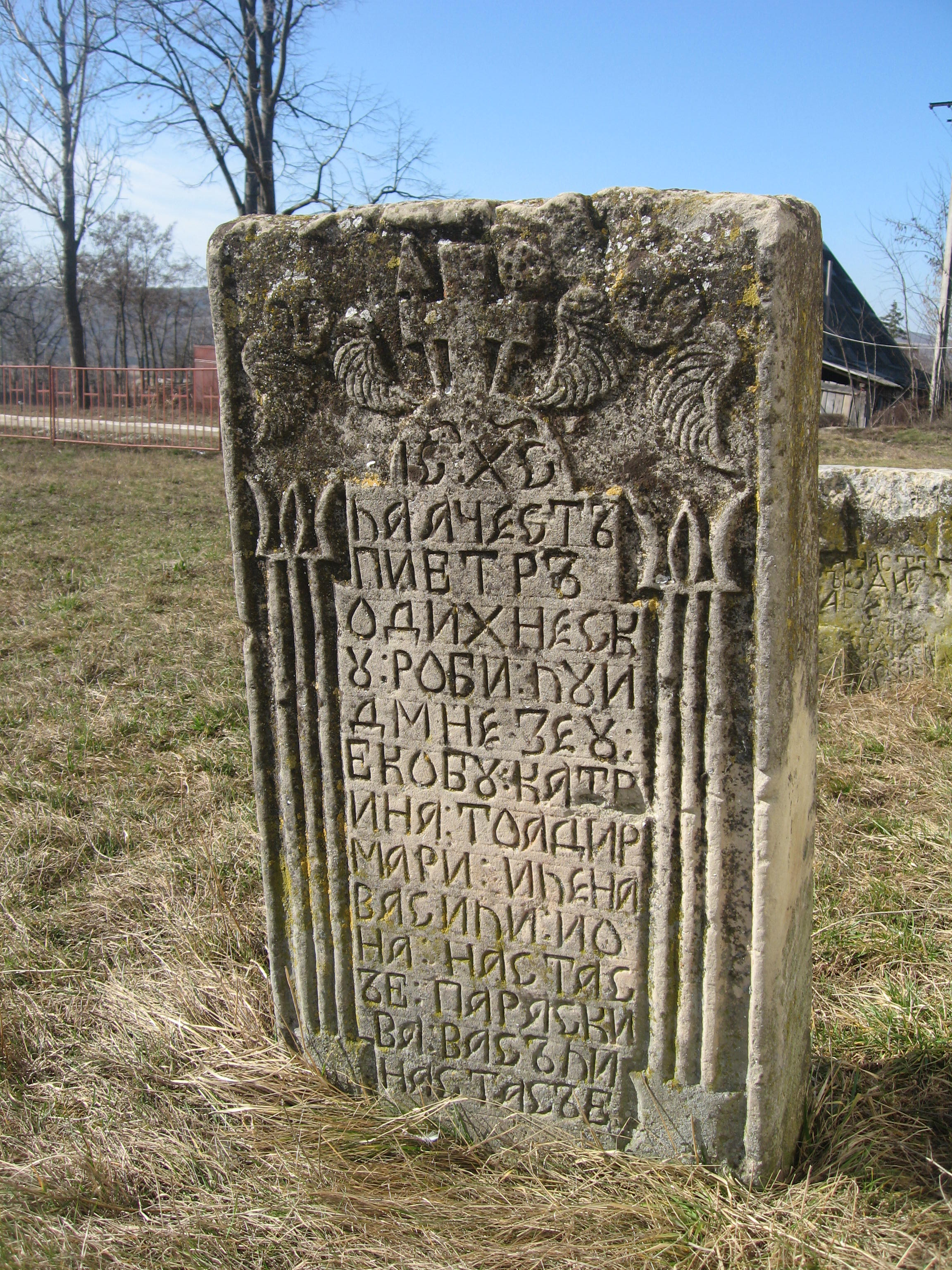
Piatră de mormânt veche din curtea bisericii (La acestă pietră odihnescu robi lui Dmnezeu Ecobu, Catrina, Toadir, Mari, Ilena, Vasili, Iona, Nastasăe, Paraschiva, Vasăli, Nastasăe)
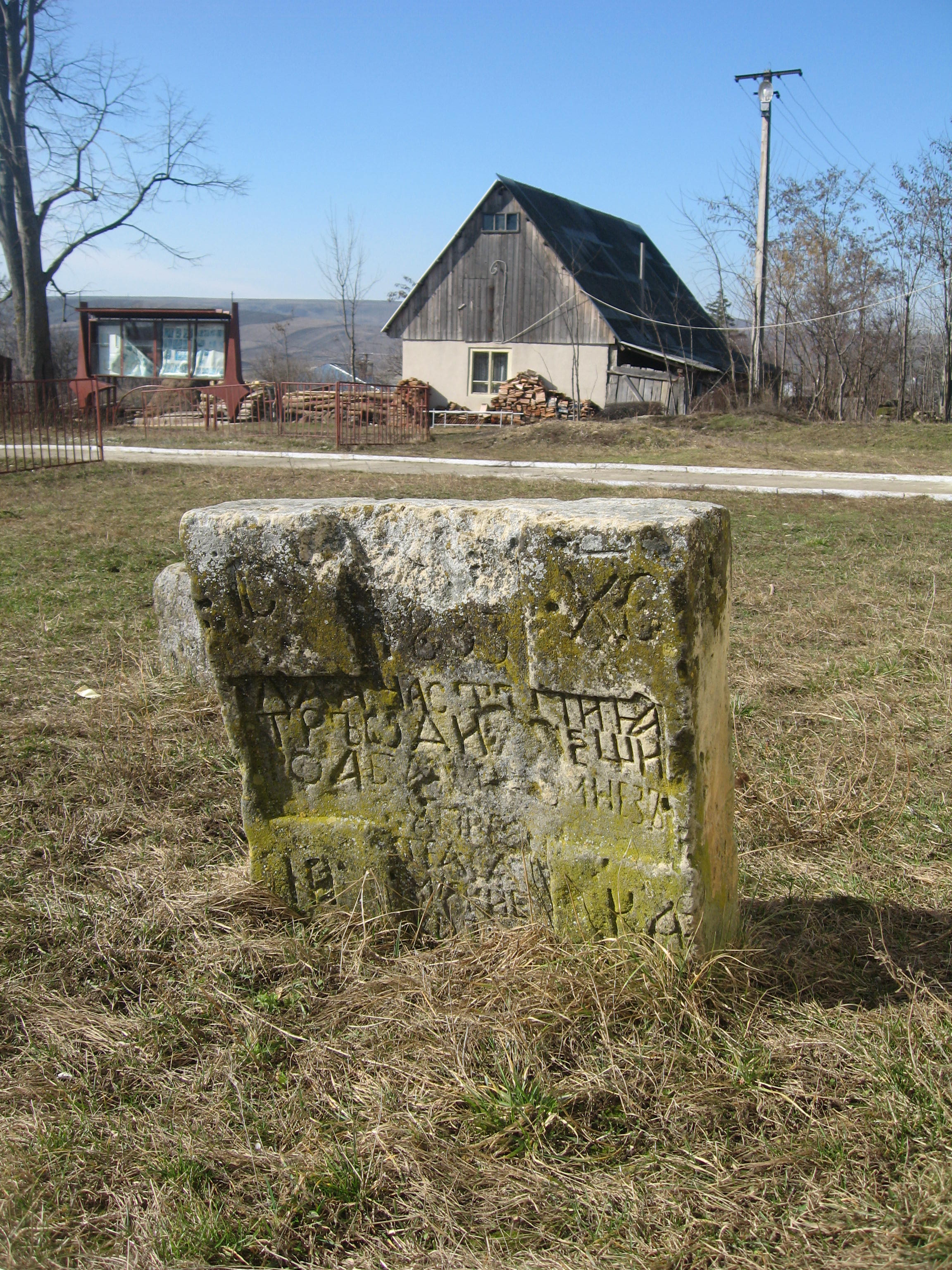
Piatră de mormânt veche din curtea bisericii ("1833 La această piiatră odihnești roaba (lui) Dmnezău preuteasia ...)
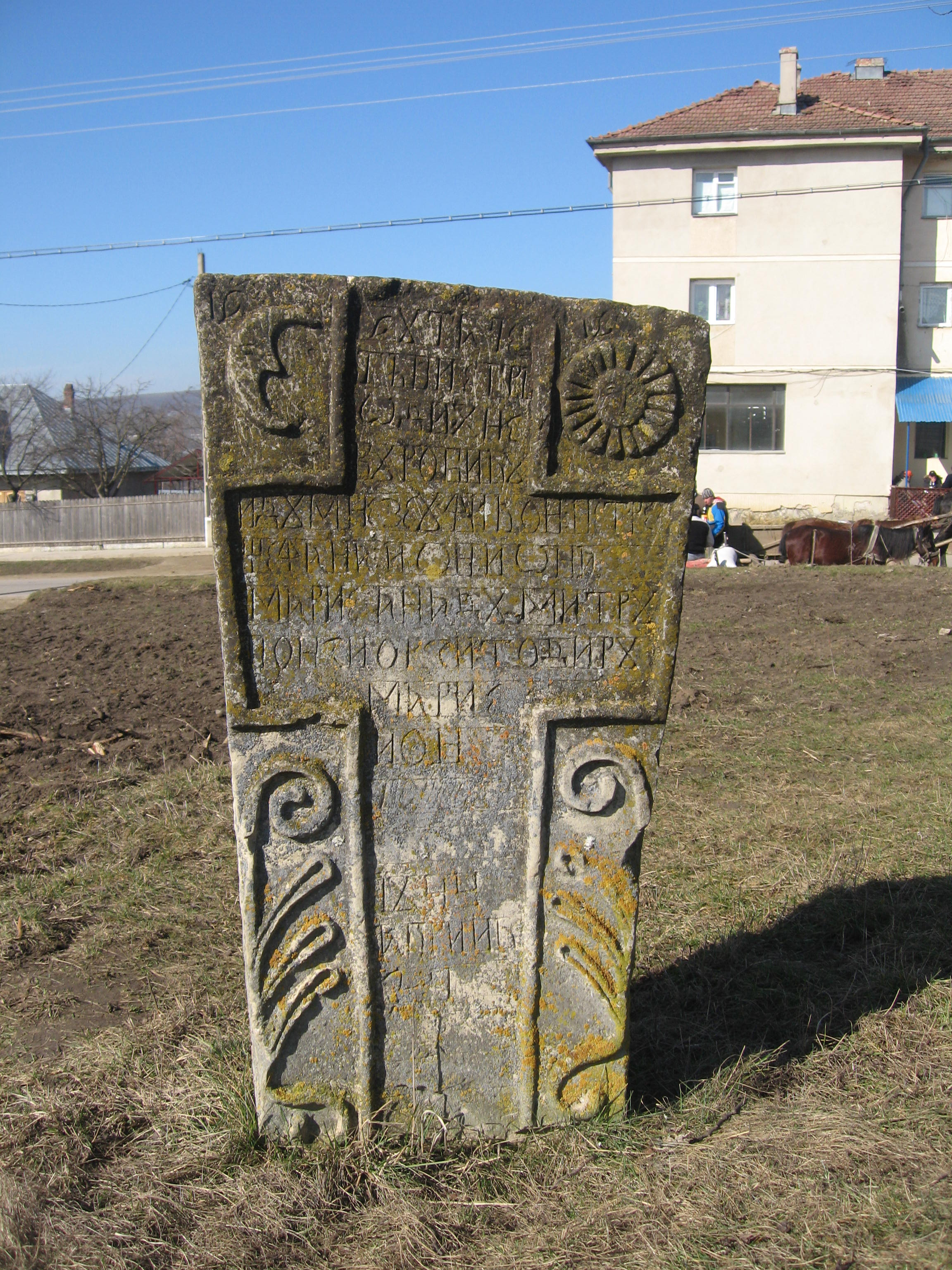
Piatră de mormânt veche din curtea bisericii (Su(p)t (a)cestă pietră odihnescu robi lui Dumnezeu Filon, Petre, Ștefana, Ion, Ion, I..., Mărie, Ana, Dumitru, Ion, Ghiorghi, Todiru, Mărie, Ion, ... 1844 Aprilie 27)